# Richard Wagner
Richard Wagner [ˌʁɪçaʁt ˈv̥ɑ:gnɐ] (Leipzig, 22 de maig de 1813 - Venècia, 13 de febrer de 1883) fou un compositor d'òpera, director d'orquestra i teòric musical alemany. Creador del drama musical i renovador del gènere operístic, Wagner va ampliar l'horitzó del teatre líric en establir les bases d'una òpera alemanya, en la qual l'acció dramàtica preval sobre el virtuosisme vocal.
A partir de Wagner, s'inicia un predomini del drama sobre la música. L'òpera, convertida en drama musical, anteposa, a Wagner i els compositors per ell influïts, el contingut del text al de la música, transportant el protagonisme de les veus a l'orquestra.
Wagner, desitjós de plasmar a l'escena les seves idees dramàtiques i filosòfiques, es converteix en el seu propi llibretista, del que resulta la figura completa del poeta-dramaturg-compositor, la música del qual serveix a les seves mateixes finalitats teatrals.
Les seves composicions, particularment les darreres, són notables per llur textura contrapuntal, les harmonies riques i llur orquestració, i l'ús elaborat del leitmotiv temes associats amb personatges o situacions específiques. El llenguatge musical cromàtic de Wagner va ser un catalitzador pels desenvolupaments posteriors de la música clàssica europea, incloent-hi el cromatisme extrem i l'atonalitat. Va transformar el pensament musical per mitjà de la seva idea de Gesamtkunstwerk (obra d'art completa), personificada en el seu monumental cicle de quatre òperes Der Ring des Nibelungen (1876). El seu concepte de leitmotiv i de l'expressió integrada de la música va tenir una forta influència a gran part de la música de les pel·lícules del segle xx.
Home apassionat pels seus ideals, egocèntric i dominant, Wagner va portar una vida agitada i va encendre polèmiques a tot arreu. Va tenir adversaris acèrrims i no menys decidits partidaris i amics, a qui va usar amb el desenfrenament propi del geni que està convençut de la seva pròpia vàlua i per ella creu tenir dret a suport i protecció sense límits. Gràcies al mecenatge del rei Lluís II de Baviera, va edificar a Bayreuth la Festspielhaus, el teatre on s'estrenarien les seves principals obres i on es continuen representant anualment.

## Biografia

### Joventut i primers estudis

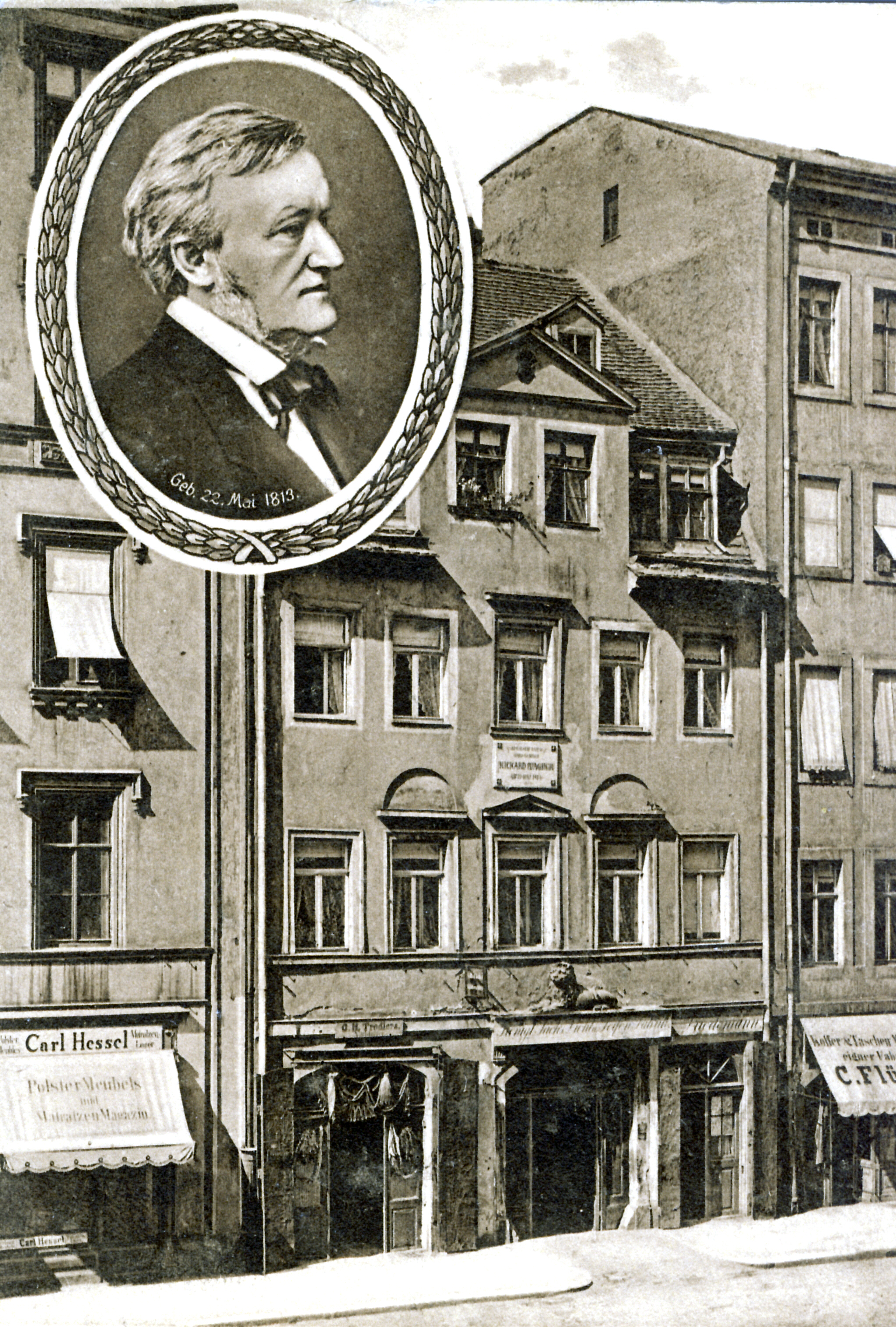
Casa on va néixer en Richard Wagner a Leipzig (o Lípsia), vers el 1885. La casa fou esbucada el 1886

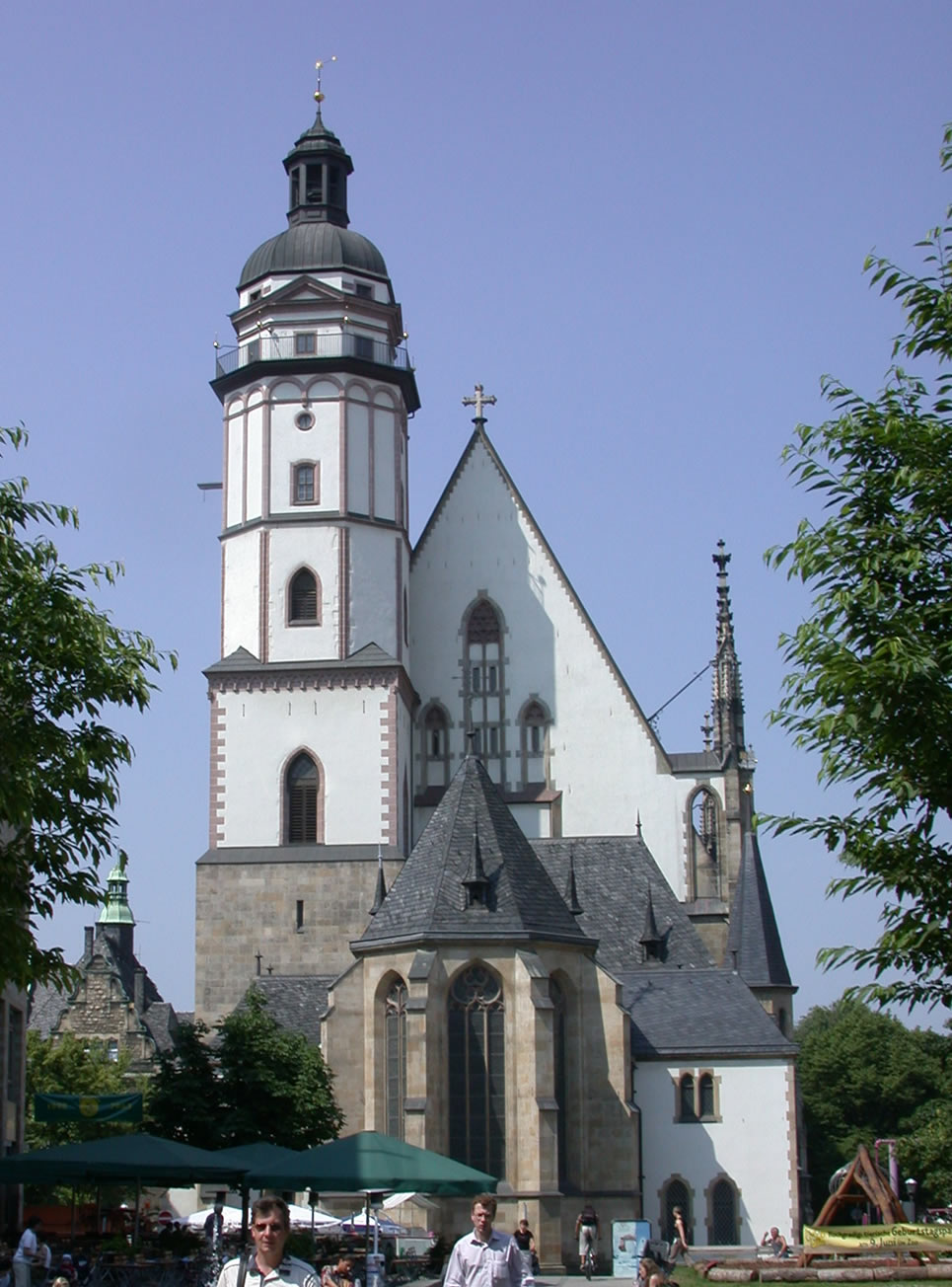
Església de Sant Tomàs a Leipzig, on Wagner va ser batejat

La seva família era saxona almenys des de mitjans del segle XVII. Cap membre havia viatjat més enllà dels estrets límits de la seva pàtria. Els seus avantpassats, fins a la segona generació abans de Richard Wagner, eren mestres d'escola parroquials i organistes. Tanmateix, el seu avi va gaudir d'una educació acadèmica completa i va estudiar teologia a Leipzig; però, veient-se poc preparat per a la vida clerical, es va convertir en un oficial del Departament de Duanes. Posseïa una educació que s'estenia molt més enllà de l'horitzó d'un oficial d'aquells temps, i que va proporcionar una excel·lent educació als seus dos fills. Sobre aquests dos fills: Friedrich, pare del compositor, va estudiar lleis i seria funcionari de la policia municipal, i Adolf, teologia. Aquest oncle Adolf hauria d'exercir més endavant una gran influència en l'educació de Richard.
El seu pare era un home de cultura i refinament. Ocupava un càrrec oficialment descrit com a "Actuarius bei den Stadtgerichten", que implicava tasques administratives als tribunals de la policia de la ciutat. Emprava el seu temps lliure per estudiar poesia i altres disciplines artístiques, mostrant una predilecció especial per les representacions teatrals amateurs. Als vint-i-vuit anys es va casar amb Johanna Rosina Pätz, originària de Weissenfels, que compartia les inclinacions artístiques del seu marit. Junts van tenir nou fills, sent Richard el més jove d'ells. Richard va néixer el dia 22 de maig de 1813 a Leipzig, en una casa marcada amb la inscripció «Zum Rot und Weiss Löwe» (El lleó vermell i blanc), i el van batejar dos dies després a l'església de Sant Tomàs, amb els noms de Wilhelm Richard.
La família de Wagner no estava gaire relacionada amb la música, però alguns dels seus avantpassats havien estat cantors apreciats pel seu talent musical. El seu pare va morir sis mesos després del seu naixement. Al mes d'agost de l'any 1814, la seva mare, filla de forners, es torna a casar amb l'actor, pintor i poeta Ludwig Geyer, amic del seu pare, que va morir alguns anys més tard, no sense haver transmès al jove Richard la seva passió pel teatre.
Molt s'ha especulat sobre si el verdader pare de Wagner fou Ludwig Geyer, i no només sobre la base de diversos testimonis que Wagner cita a les seves memòries, sinó del fet que Geyer es va casar amb Johanna pocs mesos després de la mort de Carl Friedrich Wagner. I si la semblança física de Geyer i Richard és notable, encara s'assemblen més al padrastre altres descendents de generacions posteriors. El que sí que és segur és que li provocà una certa crisi d'identitat provocada (entre altres coses) per l'absència d'una forta figura paterna i pel simple fet que fins al seu ingrés a la universitat de Leipzig, el seu cognom fou Geyer.
L'amic de la família, que va arribar a ocupar-se tan sol·lícitament dels set orfes i de Johanna, era un actor teatral de fosc origen i no gaire sort. Per fortuna, aquesta va millorar poc després del seu matrimoni amb Johanna, ja que va ser contractat per representar papers de caràcter al Teatre Real de Dresden, amb contracte fix. Polifacètic i universal, Geyer havia començat en la seva joventut estudis universitaris, que va haver d'interrompre per motius econòmics. També es dedicava amb èxit a la poesia i a la pintura.

#### Dresden

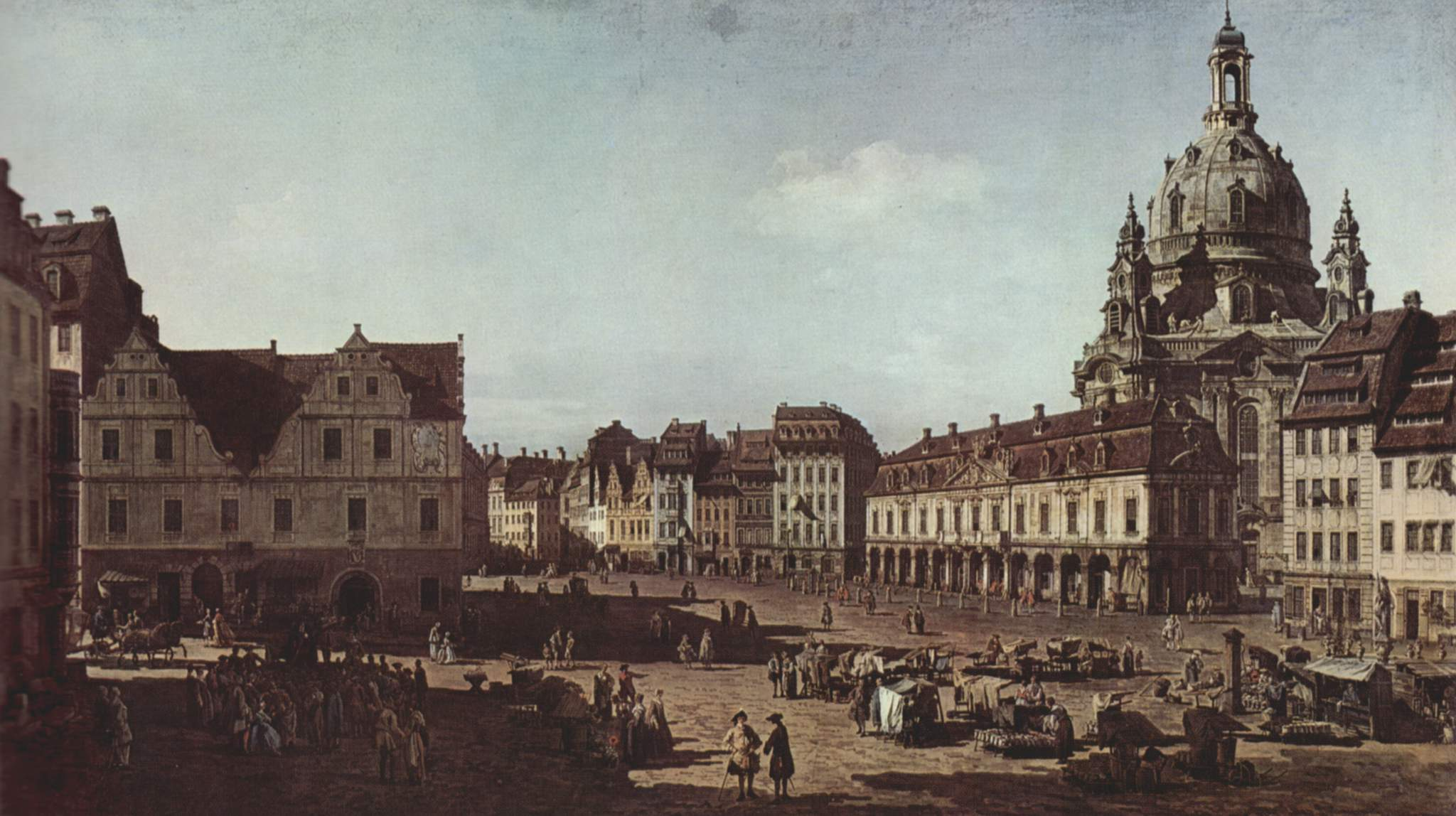
Tal com es devia trobar Wagner Dresden

La família Geyer es trasllada a Dresden l'any 1817 i Richard ingressa a l'escola del Vizehofkantor Carl Friedrich Schmidt. Una vegada a Dresden, Ludwig Geyer va començar a rebre tants encàrrecs de retrats que es va veure obligat a rescindir el seu contracte amb el teatre. La família va augmentar de nou amb una nena, Cecilia, germanastra de Richard.
L'especial afecte que Geyer sentia per Richard feia que el tractés com el seu propi fill. Fins i tot va arribar a inscriure'l al col·legi amb el nom de Richard Geyer, i així va ser conegut a Dresden el futur compositor fins als catorze anys. Només més endavant, en tornar al primitiu cercle familiar de Leipzig, Richard va recuperar habitualment el cognom Wagner. Ludwig Geyer va exercir un enorme influx en la seva formació i una guia en els seus primers passos en el terreny de la formació artística.
Per desig de Ludwig, Richard havia de ser pintor, i l'estimulava de mil maneres. Però Geyer no comptava amb el poderós estímul que havia de representar per al noi la permanència constant en l'ambient teatral. Quan de nen, no només assistia a assaigs i representacions, en la penombra de l'escenari, entre bastidors, admirant decorats i abillaments, sinó que també va començar a veure obres senceres, gairebé sempre melodrames en els quals Geyer actuava com a especialista en papers d'home malvat: L'òrfena i l'assassí i Els dos galiots són títols prou expressius, que Wagner recordava anys després.
L'impuls d'actuar ell mateix es va fer més i més fort; a la fi, en una comèdia titulada Les vinyes de les vores de l'Elba, amb música incidental composta ni més ni menys que per Carl Maria von Weber, Wagner va actuar per primera vegada en públic, representant un àngel vestit amb malles blanques i dues ales adossades a l'esquena.

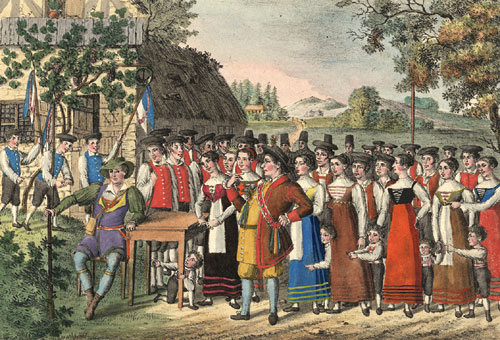
Una escena de Der Freischütz de Weber, que Wagner escoltava a Eisleben

Quan Wagner tenia 7 anys, l'internaren a Possendorf, a prop de Dresden, a casa del pastor Wetzel, on, juntament amb altres nois de bona família, havia de rebre una formació sòlida i plena de bons principis. Wetzel efectuava llargues lectures edificants, entre les quals Robinson Crusoe, i també un relat de la vida de Mozart que va causar a Richard una gran impressió. Així mateix, l'admiració per Grècia que alimentava Wetzel, va fixar en la ment de Wagner la força dels mites hel·lens.
Aquesta situació només va durar un any, fins a la mort del seu padrastre el 1821. Donada la crítica situació a la qual havien quedat Johanna i els vuit nens, la família ajudava dins de les seves possibilitats, i Richard va quedar sota la tutela de l'oncle, plater a Eisleben. Allà, la banda militar interpretava sovint el cor dels caçadors de Der Freischütz de Weber.
El 2 de desembre de 1822 es matricula a la Kreuzschule de Dresden, on rebé algunes lliçons de piano. Però, una vegada més, el desarrelament va fer presa en la vida de Richard. El matrimoni del seu oncle Geyer va motivar un gran canvi de relacions amb la mare de Wagner, i aquest va ser tornat a l'ambient en el qual va néixer, a Leipzig, amb la família del seu pare.
Aquí fa la seva primera aparició en la vida de Richard el seu oncle Adolf Wagner, persona que més influiria en la seva educació. Home il·lustrat, lector infatigable i escriptor, autor d'El Parnàs italià, que va dedicar a Goethe, i relacionat amb altres grans poetes, com Schiller, Adolf va causar gran impressió en el noi quan el va veure per primera vegada al seu despatx de la gran mansió principesca en la qual habitava a la plaça del Mercat de Leipzig.
Adolf i Frederica, germans del pare de Richard, havien llogat una casa pertanyent als prínceps de la Casa Reial de Saxònia, on habitaven en companyia d'una amiga, Hanna Thomé, que guardava la casa, ocupada només pels propietaris principescos uns dies a l'any.
La seva mare es va refent econòmicament i molts fills segueixen al seu padrastre en el món del teatre, com la seva germana Clara, que tenia una bonica veu de soprano. La casa en què vivien era molt espaiosa i en va rellogar habitacions a hostes de categoria, entre els quals s'allotjà una temporada el compositor Ludwig Spohr, tan cèlebre en el seu temps com gairebé oblidat en l'actualitat. D'altra banda, el fet que Geyer s'hagués dedicat en l'última part de la seva vida a pintar de retrats de gent amb una certa notorietat, havia fet que els Wagner tractessin un cercle d'amistats selectes, que es concretava sovint en excursions campestres i festes de societat.
Aquests fets provoquen que el 1824 Richard torni al costat de la seva mare a Dresden. Per aquesta època, tot el que es relacionava amb una representació teatral exercia sobre ell un atractiu misteriós i embriagador. Una vegada més l'element fantàstic lligat a Der Freischütz va fer la seva aparició: amb companys i amics va organitzar una representació, per a la qual van confeccionar vestimentes i fabricar màscares. En el fons, tot el que representés misteri va bategar sempre sota aquestes experiències que anaven modelant el seu temperament singular.
Una millora de contracte per la seva germana Rosalia al teatre de Praga, va motivar el trasllat de la família a aquesta ciutat. Richard es va quedar per continuar els estudis a casa d'una família amiga. En ple hivern, la seva mare se l'emportà una setmana a Praga que va resultar pel noi un autèntic paradís. Tant li va agradar que el 1827 hi va tornar a peu, tota una experiència per un noi de catorze anys.

#### Leipzig

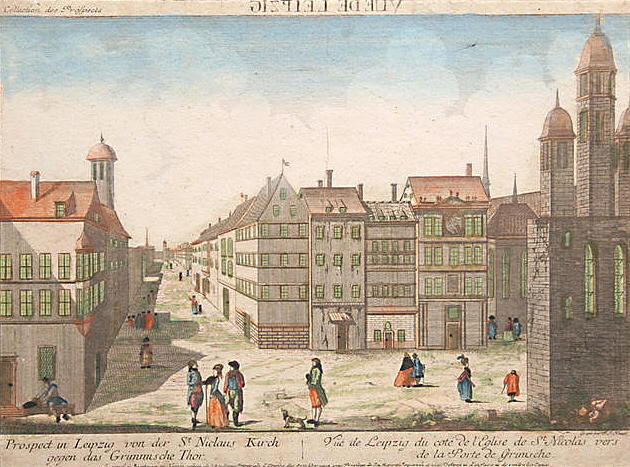
Leipzig a la segona meitat del, a la dreta l'església de Sant Nicolau

Després de traslladar-se el 1828 a la Nicolaischule de Leipzig, va acabar la primera de les seves obres que s'ha conservat, Leubald und Adelaide (una amalgama surrealista de Shakespeare, Heinrich von Kleist i Goethe), que, a fi de proveir-la de música, el va impulsar a estudiar la teoria de la composició de Johann Bernhard Logier i la música de l'Egmont de Beethoven. S'ha conservat una còpia de pròpia mà de Wagner, corresponent a part de la música d'Egmont. Segurament en aquesta obra es veu la poderosa influència que el seu oncle Adolf exercia sobre Richard quan l'atzar de la vida els va tornar a apropar.
El 1829 Richard va assistir a una representació de Fidelio, quedant enlluernat davant dels dots vocals i dramàtics de la soprano Wilhelmine Schröder-Devrient, que havia interpretat el paper de Leonora de forma extraordinària, pel que sembla. El jove de 16 anys li va escriure una carta aquella mateixa nit felicitant-la i profetitzant la seva pròpia carrera de compositor.
A la tardor d'aquell any va començar a rebre classes secretes de teoria de l'harmonia amb Christian Gottlieb Müller, compositor local i director, i el 16 de juny de 1830 va ingressar en la Thomasschule de Leipzig, on per un breu espai de temps va rebre lliçons de violí a càrrec d'un membre de l'orquestra de la Gewandhaus, Robert Sipp.

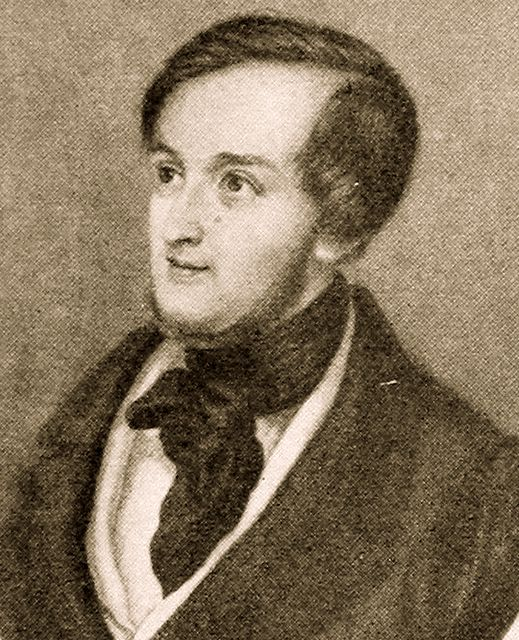
Wagner al voltant de 1830

El 23 de febrer de 1831 es va matricular a la Universitat de Leipzig a fi d'estudiar música. Per la Pasqua de Resurrecció d'aquell any va acabar una transcripció per a piano de la Novena simfonia de Beethoven, i a la tardor d'aquell mateix any va ser alumne de Christian Theodor Weinlig, amb qui va estudiar contrapunt durant sis mesos. D'altra banda, l'interès del jove per la literatura clàssica durant el període escolar, el va induir a ser escriptor, però va saber refondre les seves aspiracions literàries en l'òpera escrivint tots els llibrets de les seves òperes, el contingut literari dels quals, malgrat l'entusiasme manifestat pels wagnerians més conspicus, no va passar de modest.
Wagner vol transmetre d'una part el fet de ser autodidacte i d'altra les influències d'autors alemanys com Beethoven. Però sembla que la realitat, segons una carta recentment descoberta a Müller, mostra que la seva dependència de Müller va durar molt més del que es desprèn del relat autobiogràfic i la dedicatòria a Weinlig de la primera obra de Wagner publicada (la sonata per a piano en si bemoll, wwv 21) constitueix així mateix un indici que les lliçons de Weinlig van tenir major abast que el suggerit per Wagner i potser van anar més enllà de la fuga i el cànon, arribant fins a les formes de la sonata clàssica. D'altra banda, es tenen evidències de la influència d'obres com I Capuleti e i Montecchi de Bellini que s'estrenava en aquells moments, dels arranjaments que feu de Haydn, o de què estudià les simfonies de Mozart almenys tant com les de Beethoven.

### Primeres òperes i primer matrimoni (1832-1836)

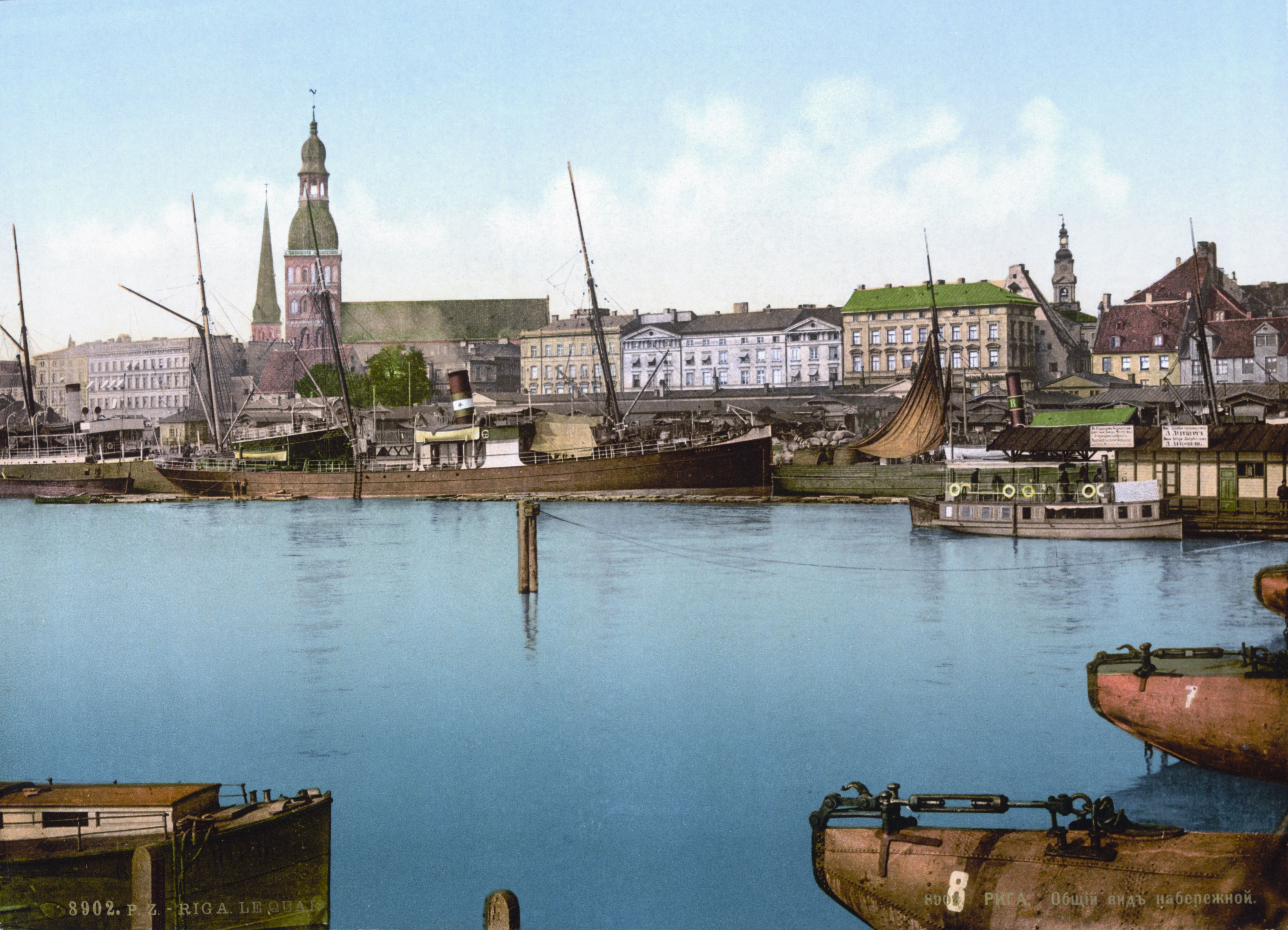
Imatge de Riga al

La seva carrera professional va començar als 20 anys, com a director de cor a Würzburg.
Des d'aquell moment Wagner va treballar en alguns teatres provincians, escassos de diners i
amb un públic modest en les seves exigències.
El 1832 comença a compondre l'òpera Die Hochzeit (El matrimoni), però el text no agrada a la seva germana Rosalie, actriu ben relacionada, i estripa el llibret. A finals del mateix any estrena primer a Praga, i després a Leipzig i a Würzburg, la seva Simfonia en do, obtenint una càlida acollida. No va tornar a interpretar-se fins que Wagner la va revisar per a una execució privada al Teatre La Fenice de Venècia el 25 de desembre de 1882 (va ser l'última obra que va dirigir).
Ràpidament es posa a treballar en una altra òpera Les fades (Die Feen), en la qual hi conserva algun personatge. El llibret, basat en la peça teatral de Carlo Gozzi La donna serpente, queda acabat el febrer del 1833. Wagner va escriure la partitura sencera a Würzburg, acabant-la el 6 de gener de 1834. Tanmateix, la seva autobiografia no esmenta el fet que després de la seva tornada a Leipzig, el 21 de gener, va revisar alguna de les seves parts. Les actuacions de la Schröder-Devrient com a cantant convidada a I Capuleti i I Montecchi de Bellini durant el mes de març, clarament van inspirar a Wagner la reescriptura no solament de la música sinó també del contingut dramàtic de l'ària d'Ada al segon acte. L'òpera no s'estrena fins al cap de mig segle, el 29 de juny de 1888.

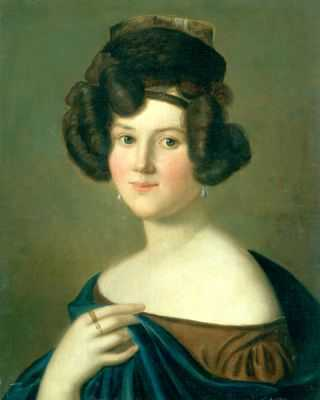
Minna Planer (1835), per Alexander von Otterstedt

El 1834 comença una llarguíssima sèrie de viatges per Europa dirigint concerts i òperes a Magdeburg, Kaliningrad, Riga… i va aconseguir sortir d'alguns problemes pecuniaris. És en aquesta època (1836) que Wagner va escriure Das Liebesverbot (La prohibició d'estimar), òpera inspirada en una obra de William Shakespeare (Measure for measure). L'obra, que va ser acollida amb poc entusiasme, era una òpera còmica que glorificava la sensualitat italiana a costa de la mesquinesa de l'esperit alemany. Va quedar aviat oblidada, de moment. Això lligava amb el fet que Wagner fos partidari del moviment de la Jove Alemanya que era un difús conglomerat d'intel·lectuals, entre els quals es comptaven Heinrich Laube i Theodor Mundt, amb idees que es dirigien contra l'estructura feudal d'Alemanya i a favor d'una classe mitjana liberal en ràpid ascens. També concordava amb el minvant interès de Wagner per Beethoven com a model de composicions purament instrumentals i la seva rèplica en un creixent entusiasme per França i Itàlia.
El 24 de novembre de 1836, Wagner es casa amb l'actriu Minna Planer. Tot i que en el seu diari diu que la seva relació es basava simplement en la seva frescor i en els seus instints maternals, no era sinó una veritat a mitges, exagerada per la seva segona esposa (Cósima va escriure el text de Mein Leben al dictat de Wagner). A diverses cartes es demostra que n'estava profundament enamorat i temorós de perdre-la.

### Königsberg, Riga, París (1837-1842)
Des d'un principi el matrimoni no va anar bé. Primer va perdre la feina i al cap de dos mesos de ser nomenat director musical del teatre de Königsberg (1 d'abril de 1837), ella va marxar a Dresden amb un home de negocis anomenat Dietrich. Va tornar al costat de Wagner diverses vegades i fins i tot va tenir una filla il·legítima, Natalie. Wagner es va mostrar molt gelós i exigint submissió a les seves cartes. Ell va reconéixer que no suportava l'èxit més gran i reconeixement professional de la seva muller; de fet només compongué obres menors en aquesta època.
La parella va marxar a viure a Riga el juny de 1837, on Wagner fou cridat per ocupar també el lloc de director musical. Es va passar un any fent arranjaments, reorquestrant i component petites peces i, sobretot, dirigint òperes i concerts.

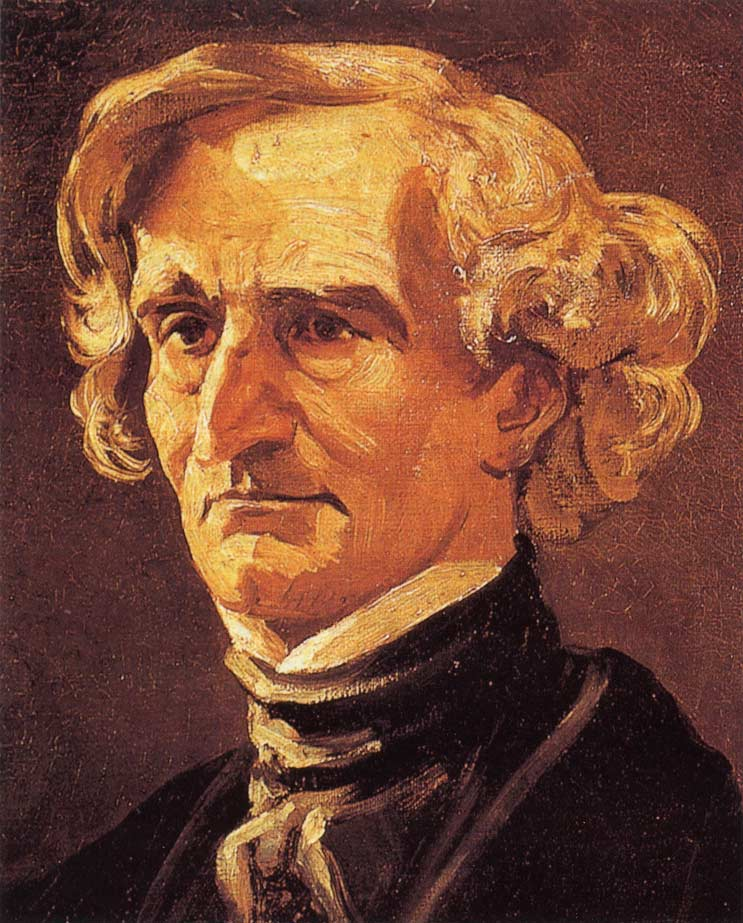
Retrat de Berlioz per Honoré Daumier, qui més va influenciar durant la seva estada a París

Però no el van renovar per la següent temporada (1838). Com que havia començat a treballar seriosament en el llibret i la música de Rienzi a l'estiu, va prendre la decisió d'aprendre francès i emprendre viatge a París, on confiava que la seva òpera seria acceptada en traducció francesa. També s'ha escrit que la parella estava crivellada de deutes i va haver de fugir de Riga per escapar als seus creditors.
Durant la seva fugida, els va enganxar una tempesta que després inspiraria a Wagner Der fliegende Holländer o coneguda també com El vaixell fantasma, que els obliga a aturar-se a Londres. Al cap d'una setmana arriben a París.
La parella viu fins al 1842 a París, on Richard es guanyà la vida reorquestrant les òperes d'altres compositors o bé fent de crític musical. Això li va permetre fer amistat amb els músics més importants de l'època: Berlioz, Liszt, Meyerbeer, entre d'altres. Sobretot el primer, del que en fa un estudi minuciós de la seva instrumentació després d'escoltar la simfonia dramàtica Roméo et Juliette.
A començaments de maig de 1840 Wagner va enviar al principal llibretista de Meyerbeer, Eugène Scribe, un esbós en prosa d'una nova òpera titulada Der fliegende Holländer (L'Holandès errant), pregant-lo el prengués en consideració per convertir-lo en un llibret. Volia estar preparat per una possible audició de l'Òpera de París. Ni l'audició ni l'encàrrec no van arribar mai, i Wagner es va rescabalar de les pèrdues venent, el 2 de juliol de 1841, a Léon Pillet, director de l'Òpera, l'esbós en francès de l'òpera, per 500 francs. (P. Foucher i B. H. Révoil van convertir l'esmentat esbós en un libretto que, sota el títol de Le Vaisseau-Fantôme (El vaixell fantasma), amb música de Pierre-Louis Dietsch, futur director de Tannhäuser a París).
Malgrat això, Wagner va continuar treballant amb Rienzi acabant per complet la partitura el 19 de novembre de 1840. Amb l'ajuda d'alguns amics (entre ells la Schröder-Devrient) i una forta recomanació de Meyerbeer, va aconseguir, el juny de 1841, que l'obra fos acceptada per a la seva representació al Teatre de la Cort Real de Dresden. L'èxit el va esperonar a escriure el que li faltava de Der fliegende Holländer, que de nou amb un fort suport per part de Meyerbeer, el març de 1842 va ser acceptada per posar-se en escena en la Hofoper de Berlín.

### Dresden (1843-1849)

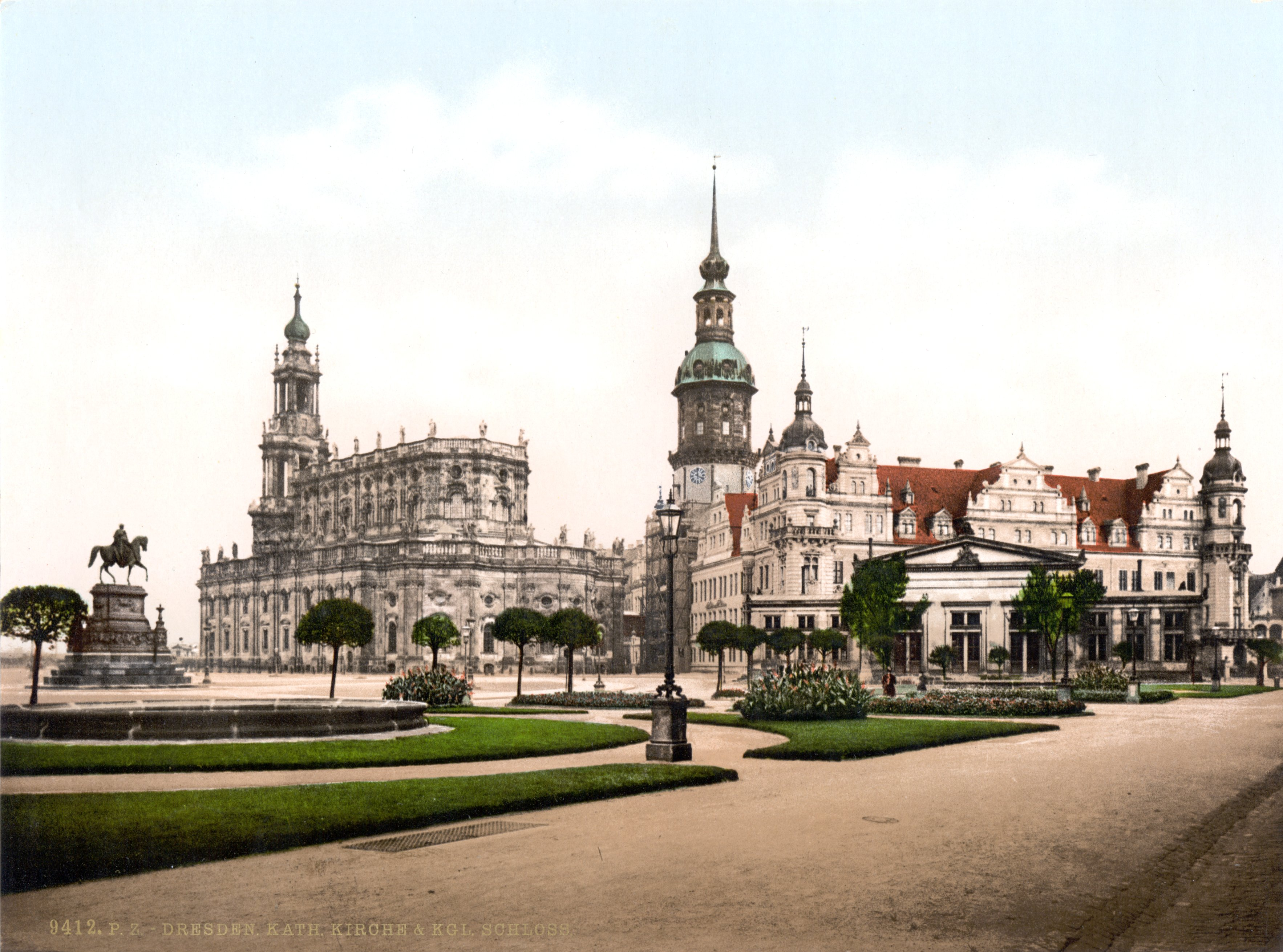
Dresden. Plaça del teatre a finals del

El 7 d'abril de 1842 torna a Alemanya per dirigir Rienzi a Dresden, recollint un èxit tan considerable que es decideix posar en escena l'òpera que Wagner ja tenia acabada: Der fliegende Holländer (2 de gener de 1843). Wagner s'instal·la, amb Minna, en aquesta ciutat on visqué sis anys, exercint amb energia el càrrec de director d'orquestra del gran teatre de la reial cort saxona. A Dresden va aconseguir un salari regular i va poder estrenar les seves pròpies òperes amb un èxit molt considerable.
L'estiu de 1843 comença a escriure Tannhäuser per acabar-la l'abril de 1845 i estrenar-la el 19 d'octubre del mateix any. Sense gaire èxit en un principi però millorant després gràcies a alguns retocs i retallades. Amb un nou final es torna a representar l'1 d'agost de 1847. Wagner també es barreja amb els cercles artístics de Dresden, entre ells el compositor Ferdinand Hiller i l'arquitecte Gottfried Semper.
Entre el 1846 i el 28 d'abril de 1848 compon Lohengrin.
El maig de 1848, va acabar un pla detallat Sobre l'organització d'un Teatre Nacional Alemany per al Regne de Saxònia. Els seus interessos artístics estaven fonent-se ràpidament amb una oberta activitat política: veia el teatre com el mirall d'una societat reaccionària que, primer, calia transformar si volia dur a terme els seus designis artístics. Com major va ser el rebuig que van obtenir els seus plans de reforma teatral, major va arribar a ser la seva implicació en la política subversiva.

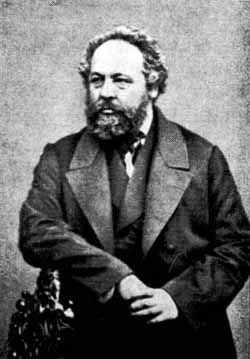
Mikhaïl Bakunin, al qui Wagner va rebre a Dresden

Fins que va conèixer el famós anarquista rus Mikhaïl Bakunin l'estiu de 1848, i aviat va començar a publicar articles anònims enaltint la revolució i l'anarquia, encara que advocant alhora per la conservació de la monarquia. En els Estats alemanys independents de l'època, un moviment nacionalista començava a fer sentir la seva veu, reclamant més llibertats així com la unificació de la nació alemanya.
El descontentament popular contra el govern saxó, àmpliament estès, va aconseguir l'ebullició l'abril de 1849, quan el rei Frederic II de Saxònia va decidir dissoldre el parlament i rebutjar la nova constitució que el poble li presentava. El maig, una insurrecció —vagament sostinguda per Wagner— va esclatar. La revolució naixent va ser ràpidament aixafada per les tropes saxones i prussianes i van ser practicades ordres d'arrest contra els revolucionaris.
El 16 de maig de 1849 es va emetre una ordre d'arrest contra Wagner, el qual, amb l'ajut de Franz Liszt, va aconseguir fugir a Suïssa, romanent proscrit d'Alemanya durant els següents onze anys. No va tenir la mateixa sort Bakunin que, com que no va poder escapar, va ser empresonat uns quants anys.

### Exili (1849-1860)

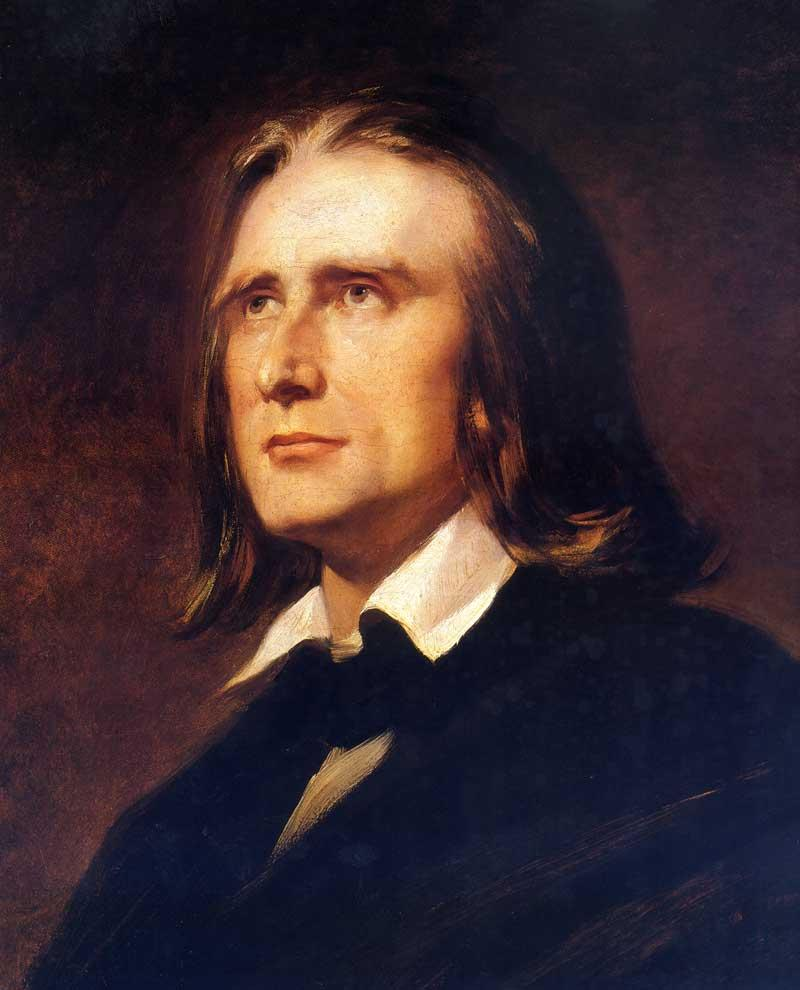
Liszt pintat per Wilhelm von Kaulbach l'any 1856

Per consell de Liszt i amb el suport de Minna, que s'havia reunit amb el seu marit a Suïssa a començaments de setembre de 1849, Wagner va decidir provar fortuna una vegada més a París. Va partir cap a la capital francesa el 29 de gener de 1850. Al principi no li va ser fàcil decidir quin dels projectes operístics que tenia entre mans seria l'adequat per al gust francès, i finalment va elegir Wieland der Schmied. Després d'enamorar-se i viure tres mesos amb Jessie Laussot, que havia conegut en els llunyans temps de Dresden, torna amb Minna a Zúric.
Havent acabat Lohengrin abans de la insurrecció de Dresden, va sol·licitar al seu amic Franz Liszt que aquesta òpera fos interpretada en la seva absència. Liszt, un bon amic, va dirigir ell mateix la primera representació a Weimar, l'agost de 1850.
A Zuric, Wagner aviat va atreure amics disposats a ajudar-lo econòmicament. El més important d'ells va ser el negociant en sedes Otto Wesendonck, que ajudava Wagner a sortir de greus crisis financeres provocades per l'acumulació de deutes. Les coses es van tornar més complexes a causa de la famosa passió que Wagner sentia cap a l'esposa de Wesendonck, Mathilde. Probablement mai se sabrà fins a quin extrem van arribar les seves relacions. Wagner li dedicà els Wesendonck Lieder.
Mentre acaba la partitura completa de Das Rheingold el 26 de setembre de 1854, comença la composició de Die Walküre, només amb la interrupció del seu compromís amb la Societat Filharmònica de Londres per dirigir vuit concerts de març a juny de 1855. Wagner va veure en aquesta oferta una oportunitat de què l'estrepitosa eterna cançó de la seva vida, el problema dels seus deutes, deixés de sonar.

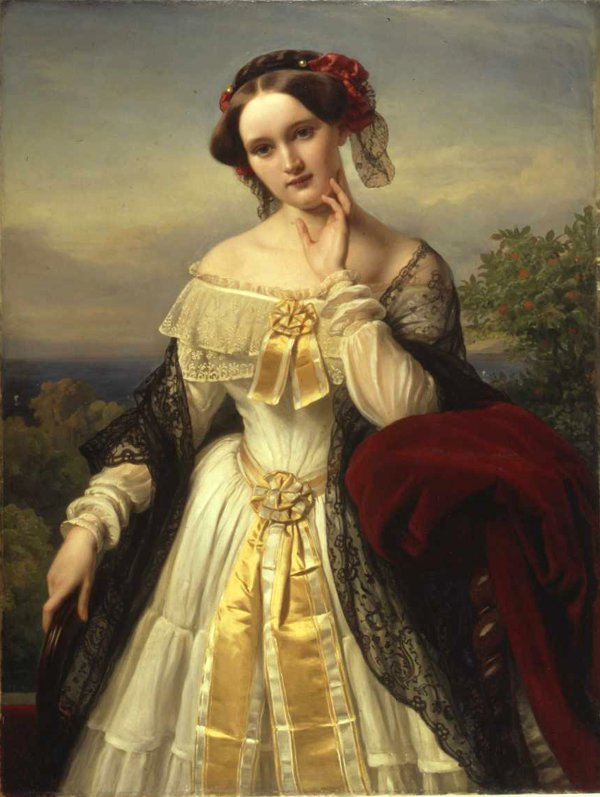
Retrat de Mathilde Wesendonck (1850) per Karl Ferdinand Sohn

Fins al 28 d'abril de 1857 Wagner no es va traslladar a la casa de camp propera a Zuric que li havia proporcionat Otto Wesendonck, on se suposava que el Parsifal havia estat escrit. Allà va ser on, el 9 d'agost, va interrompre el treball de Sigfrid —havent finalitzat el segon esbós complet de l'acte II— per dedicar-se a Tristan und Isolde (Tristany i Isolda), l'esbós del qual en prosa havia començat el 20 d'agost. A part de la seva aventura amorosa amb Mathilde Wesendonck, hi havia dues raons més mundanes per escriure l'obra: els seus deutes i la negativa de Breitkopf i Härtel a publicar el Ring. Breitkopf va accedir posteriorment a editar Tristany, després que Wagner li assegurés que seria apte per a la seva representació en la majoria dels teatres alemanys.
Però sobretot, la inspiració per a Tristan und Isolde li va arribar el 1854, quan el seu amic el poeta Georg Herwegh li va presentar les obres del filòsof Arthur Schopenhauer. Wagner més tard anomenaria aquest esdeveniment el més important de la seva vida. Les seves circumstàncies personals sense dubte li van fer entendre ràpidament la filosofia de Schopenhauer, amb una visió profundament pessimista de la condició humana. Seguiria sent un seguidor de Schopenhauer per a la resta de la seva vida, fins i tot després que la seva sort millorés.

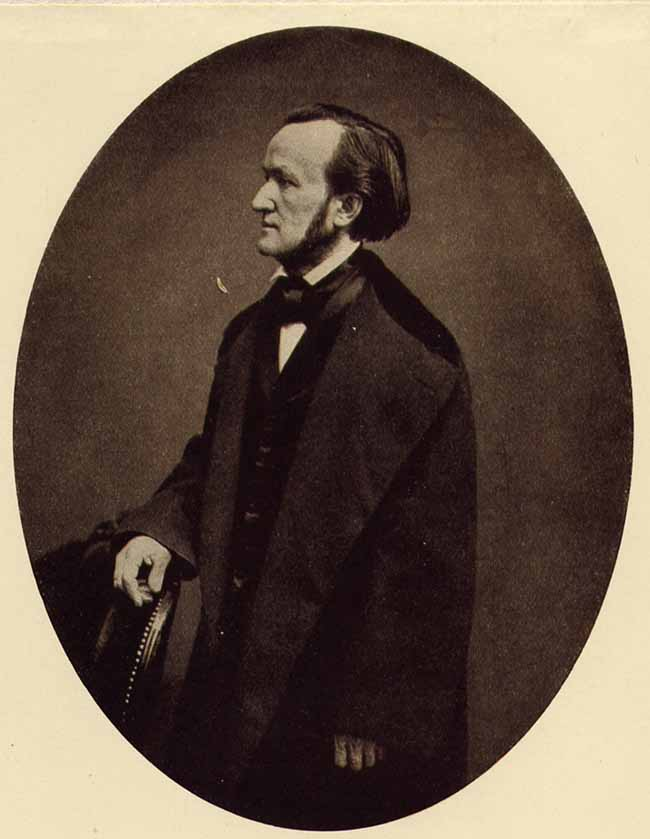
Wagner a Brussel·les el 1860

La seva dona Minna, que havia apreciat poc les seves últimes òperes, s'enfonsava a poc a poc en una profunda depressió. Tot això va ajudar al fet que Wagner caigués malalt amb una infecció a la pell, que va augmentar encara més la dificultat del seu treball.
La intercepció per part de Minna d'una carta dirigida a Mathilde portaria a Wagner (el 17 d'agost de 1858) a marxar a Venècia, on, en el Palazzo Giustinian, va acabar la partitura de l'acte II de Tristany complet el dia 18 de març de 1859. El 24 de març es va traslladar primer a Lucerna, on va acabar el Tristany, i després a París, on va arribar el setembre amb la intenció de persuadir l'Opéra perquè muntés el Tannhäuser.
Una sèrie de jugades diplomàtiques que van culminar, l'11 de març, en una ordre de Napoleó III perquè Tannhäuser es posés a l'Òpera de París. Els diplomàtics amics de Wagner, entre ells l'ambaixador de Saxònia a París, el baró von Seebach, van iniciar maniobres tendents a aconseguir una amnistia per a l'únic compositor alemany afavorit ara pels més alts poders de França. I ho van aconseguir. El 15 de juliol de 1860, Seebach va rebre una carta del baró von Beust, president del Consell de Ministres saxó i ministre d'Assumptes Exteriors, en virtut de la qual es concedia a Wagner lliure accés a Alemanya a excepció de Saxònia.

### París, Viena, Biebrich (1860-1864)
Però Tannhäuser va ser retirada després de tres representacions, persones influents van voler aprofitar l'ocasió per expressar una velada protesta d'índole política contra la tendència proaustríaca de Napoleó III.
Viatja a Viena a la recerca de cantants per muntar Tristany. La primera vegada que va sentir Lohengrin completa en un escenari va ser en ocasió d'un assaig en l'Òpera de Viena, l'11 de maig de 1861. El paper principal el cantava Aloys Ander, i Wagner immediatament el va elegir per cantar Tristany. Un nombre d'intrigues van venir a complicar la situació, i el març de 1864 el projecte va quedar abandonat.
El 30 d'octubre de 1861, Wagner va suggerir al seu editor Franz Schott la idea d'una gran òpera còmica Die Meistersinger von Nürnberg, per la qual podria rebre un avançament a fi de minvar els seus deutes acumulats. Wagner va llogar un apartament a Biebrich, un poble de la riba del Rin, i va començar a treballar intensament en la composició de la música. Minna va anar a Biebrich i va romandre amb Wagner per espai de deu penosos dies, després dels quals es van separar per sempre.

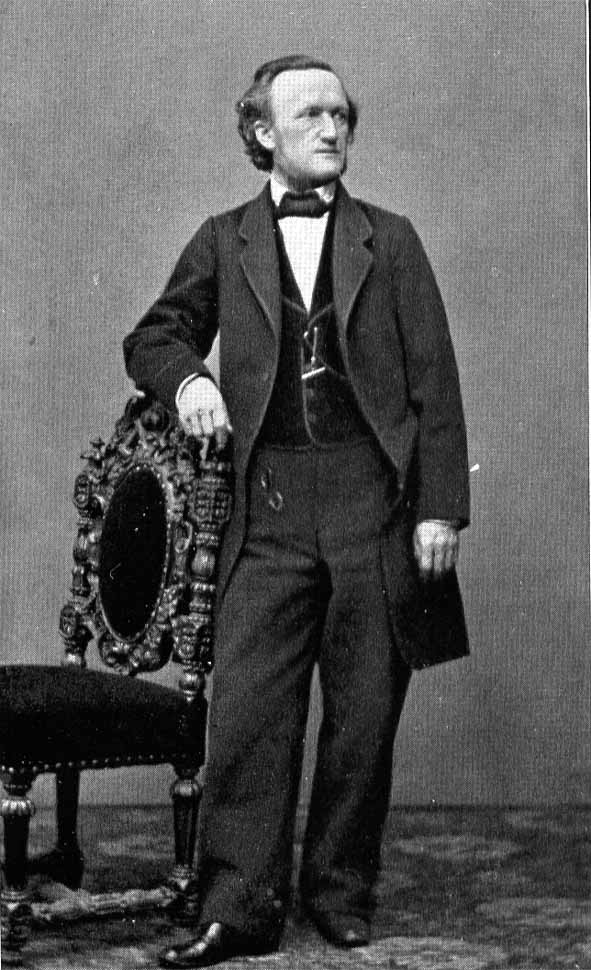
Wagner a Múnic el 1864

Wagner va passar els següents dos anys de la seva vida deixant-se portar per un cert nombre d'aventures amoroses passatgeres i viatjant per fer concerts en els quals dirigia la seva pròpia música. El 12 de setembre de 1862 va dirigir Lohengrin a Frankfurt per primera vegada, i l'1 de novembre va dirigir l'estrena del preludi de Els mestres cantaires en la Gewandhaus de Leipzig.
Va fer concerts similars a Praga, Budapest, Karlsruhe i Breslau, però l'única empresa que hauria de reportar-li verdaders guanys econòmics va ser una sèrie de concerts a Sant Petersburg i Moscou de febrer a abril de 1863. Tanmateix, els 12.000 marcs guanyats a la seva gira per Rússia es van esfumar aviat, i els deutes que va contreure el van enfrontar amb una seriosa amenaça d'empresonament.
Després d'una curta estada a Viena, el 3 de maig d'aquell mateix any va ser convocat a Múnic per Lluís II, el nou rei de Baviera.

### Múnic, Tribschen

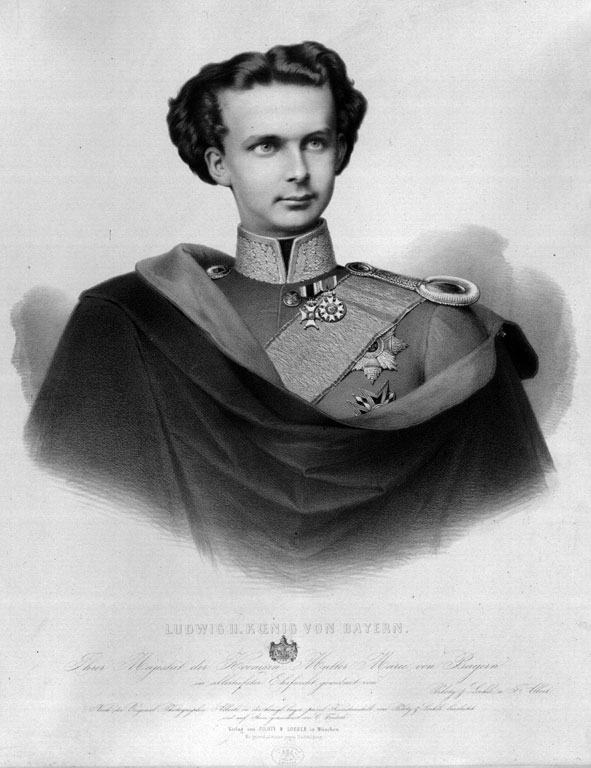
El rei Lluís II de Baviera

La fortuna de Wagner va prendre un gir espectacular el 1864, quan el rei Lluís II va assumir el tron de Baviera a l'edat de 18 anys. El jove rei, un ardent admirador de l'òpera de Wagner des de la infància, va fer portar al compositor a Múnic. La primera trobada entre Wagner i Lluís II va tenir lloc el 4 de maig de 1864 a la Residenz de Múnic. Lluís II, que a l'edat de divuit anys havia succeït al seu pare Maximilià II al tron de Baviera el mes de març d'aquell any, va consentir a saldar els deutes de Wagner i li va concedir una generosa pensió. Al llarg de la seva amistat (la qual, malgrat l'escàndol i la intriga, va durar fins a la mort de Wagner), Lluís va lliurar a Wagner un total de més de 500.000 marcs, i va donar suport al projecte del festival de Bayreuth amb un crèdit de 400.000 marcs que els hereus de Wagner van anar pagant mitjançant deducció d'una quota sobre drets d'autor.

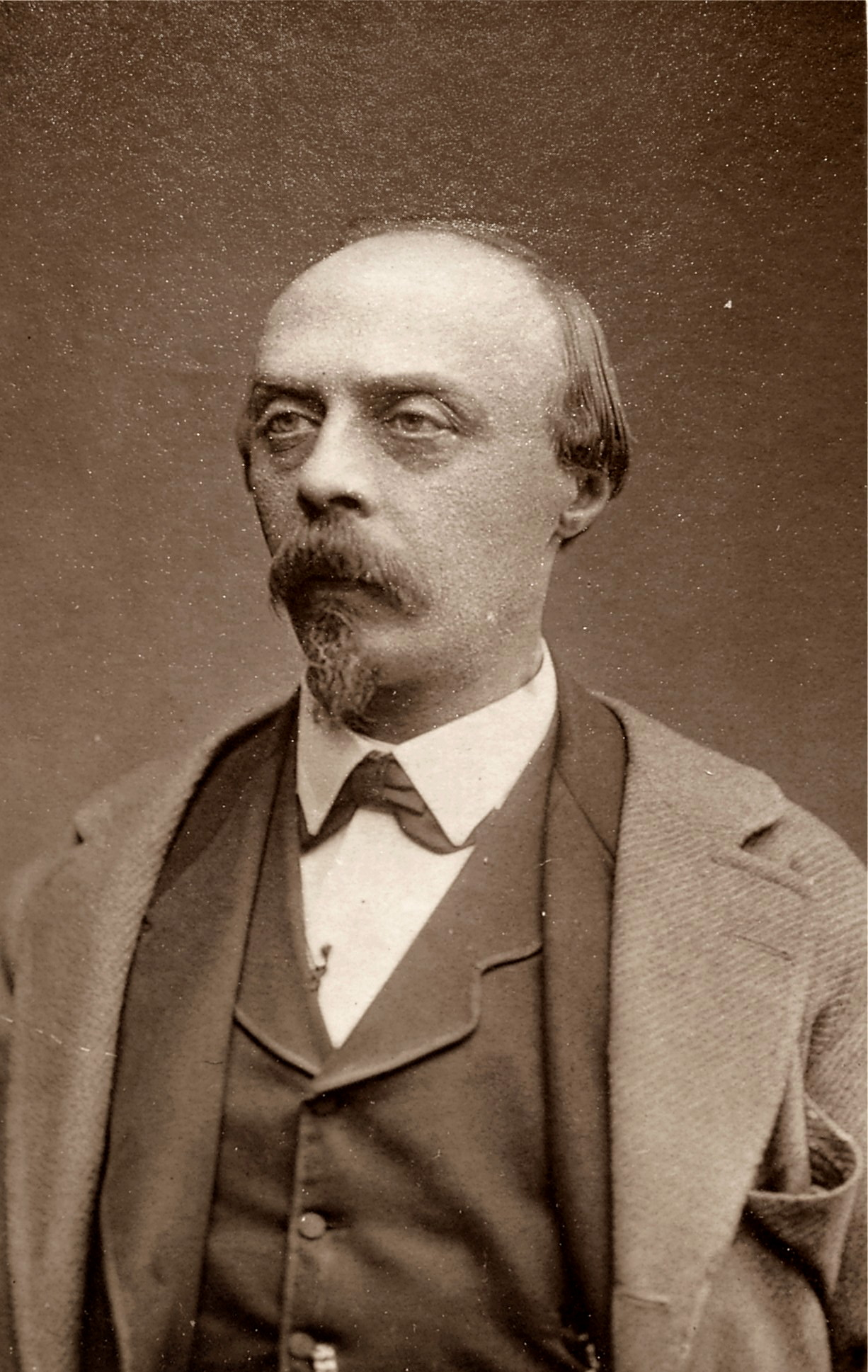
Hans von Bülow.

Però la correspondència publicada entre Wagner i Lluís és, de per si, una prova de què ambdós amb prou feines es van entrevistar mai personalment, i el llenguatge teatral de les seves cartes constitueix un permanent recordatori de què la seva amistat va existir exclusivament en aquesta forma literària.
No se sap del tot ben clar quan va entrar Wagner en relacions íntimes amb Còsima Liszt, filla de Franz Liszt i esposa del director d'orquestra i pianista Hans von Bülow. Sembla que el més probable és que la seva relació comencés l'estiu de 1864, quan, en absència del rei Lluís II, Còsima es trasllada a Klempfenhaussen, sobre el llac de Starnberg, on el comte Pellet, a proposta del rei Lluís II, va convidar Richard a la seva residència. La idea d'unir-se definitivament a Wagner va prenent força. D'aquesta època data el següent comentari que consta en les seves Memòries: «Quan els déus ho van decidir, em vaig consagrar a l'amic íntim, al protector de la meva ànima, a aquell que em revelà tot allò que hi ha de noble i vertader en l'existència.»

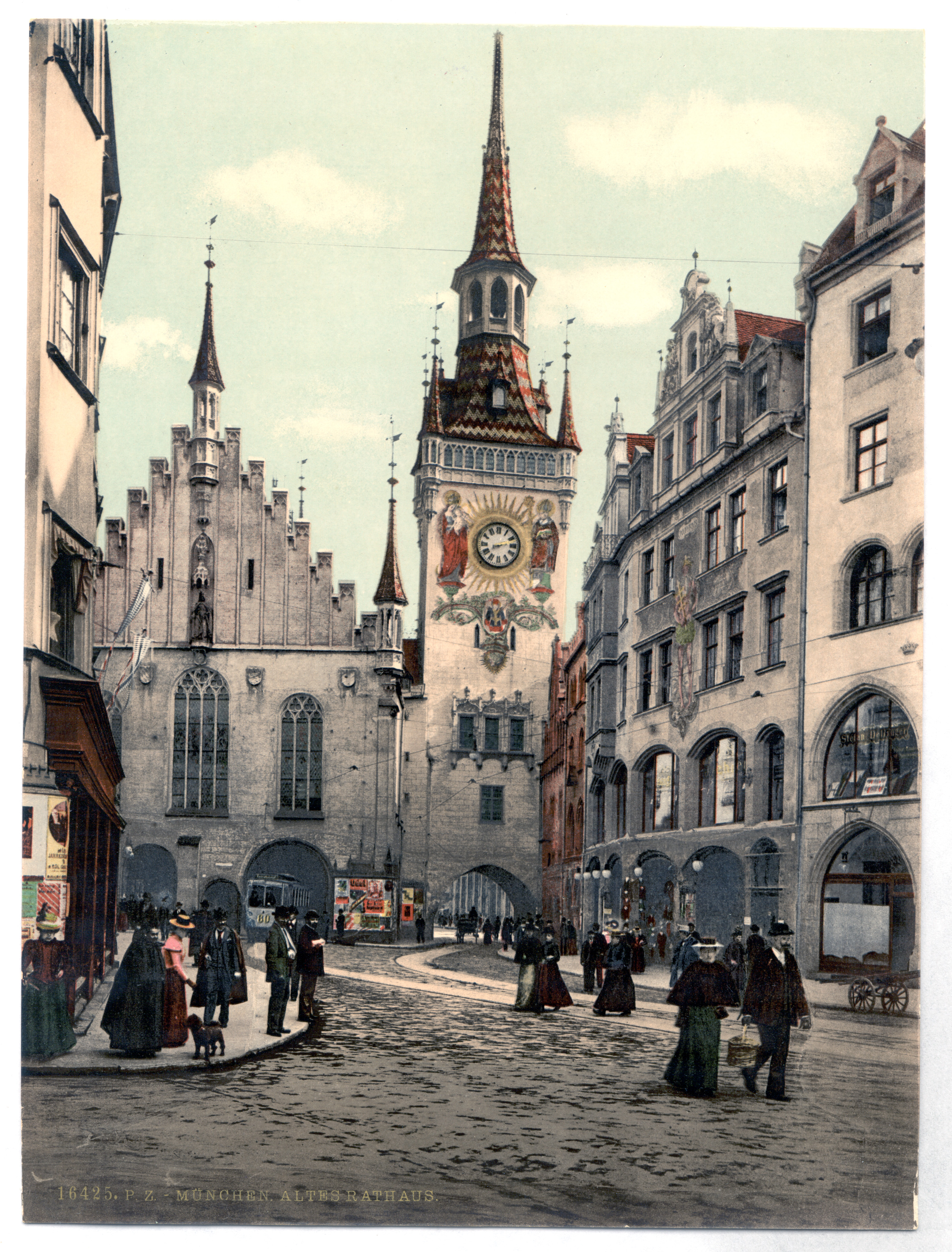
Ajuntament de Múnic al

L'octubre de 1864 Wagner es va mudar a una casa nova i notòriament luxosa en la Briennerstrasse de Múnic per acabar Ring. Aconsegueix que Bülow accedeixi al càrrec de Vorspieler des Königs, però aviat es va veure clar que el càrrec no era sinó una estratègia per portar Còsima prop seu.
La primera filla de Wagner, Isolda, va néixer el 10 d'abril de 1865, dia en què Hans von Bülow dirigia el primer assaig d'orquestra de Tristan und Isolde. Va ser inscrita en el registre com a filla legítima de Hans i Còsima Bülow. De cara a l'opinió pública, i per temor a posar en perill la bona voluntat de Ludwig, va tenir tanta importància per a Wagner la pretensió de legalitat, que en el baptisme d'Isolda es va obligar a actuar com a padrí de la seva pròpia filla.
Després de greus dificultats en els assaigs, es va estrenar Tristan und Isolde al Teatre Nacional de Múnic el 10 de juny de 1865, la primera estrena de Wagner en gairebé 15 anys. L'estrena estava prevista per al 15 de maig, però es va endarrerir per agents judicials en qualitat de creditors de Wagner.

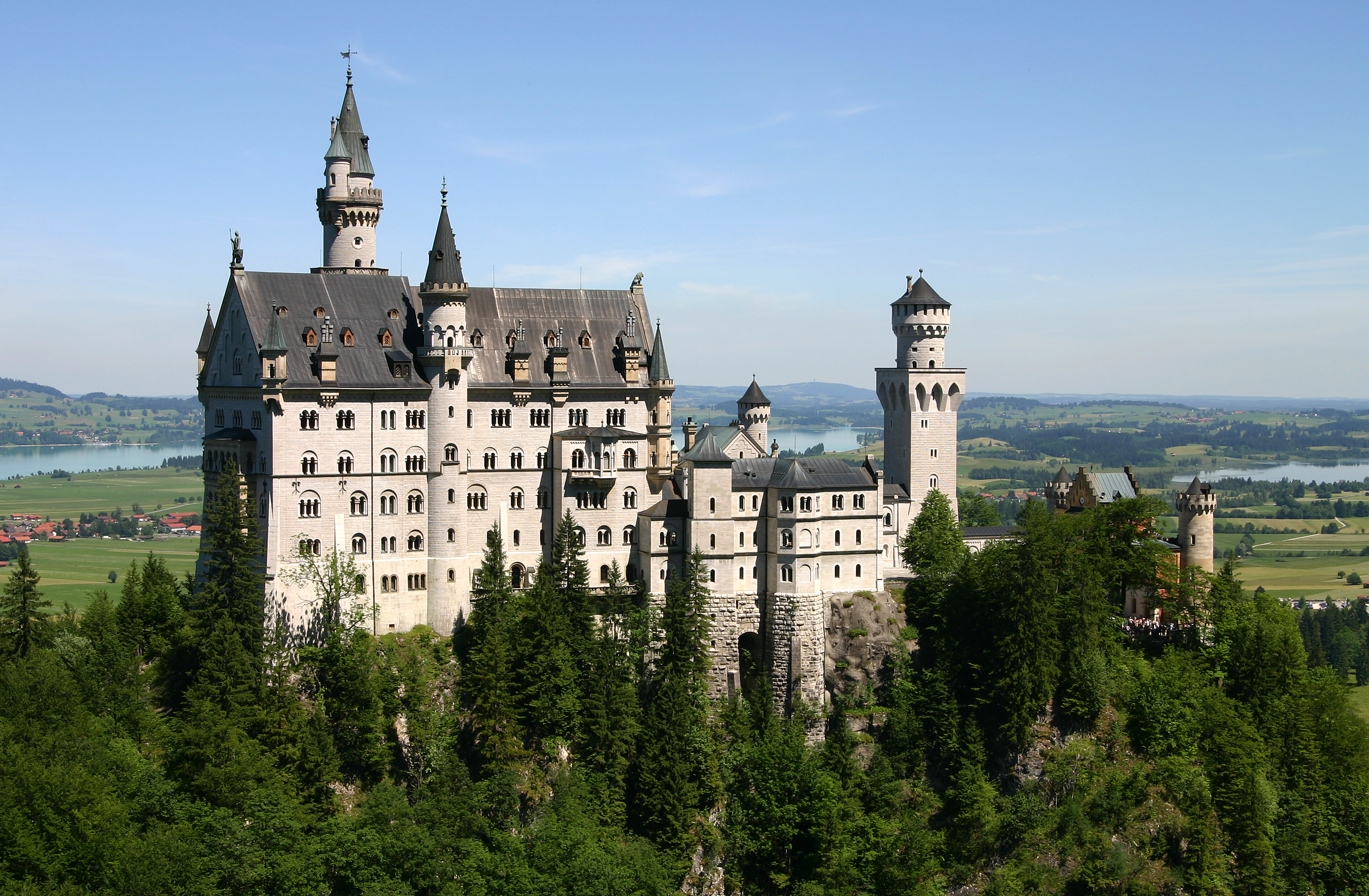
El castell de Neuschwanstein, residència de Lluís II

Wagner va començar, el juliol de 1865, i a petició del rei Lluís II, a dictar la seva autobiografia Mein Leben. Còsima era 24 anys més jove que Wagner i ella mateixa era il·legítima, la filla de la comtessa Marie d'Agoult, que havia deixat el seu marit per Franz Liszt. Liszt desaprovava que la seva filla anés amb Wagner, encara que els dos homes eren amics. L'assumpte va escandalitzar Múnic, i per empitjorar les coses, Wagner va caure en desgràcia entre els membres del tribunal, que sospitaven de la seva influència sobre el rei. El desembre de 1865, Lluís va ser finalment forçat a demanar al compositor que marxés de Múnic. Pel que sembla, també va jugar amb la idea d'abdicar per seguir el seu heroi en l'exili, però ràpidament el va dissuadir Wagner.
Després de diverses proves fallides en la recerca de nova residència i de rebre la notícia de la mort de Minna, el 15 d'abril de 1866 es trasllada a Tribschen, una casa a Suïssa, amb vista al llac proper a Lucerna, on hauria de passar els seus pròxims sis anys. A Tribschen va acabar Die Meistersinger, el 24 d'octubre de 1867, i el 21 de juny de 1868 va tenir lloc la seva estrena a Múnic, dia en què el rei Lluís va fer el pas sense precedents de permetre a Wagner que s'assegués al seu costat a la llotja reial. Wagner estava modificant les seves antigues opinions progressistes en favor d'una visió reaccionària de la Deutschtum i de la supremacia alemanya.

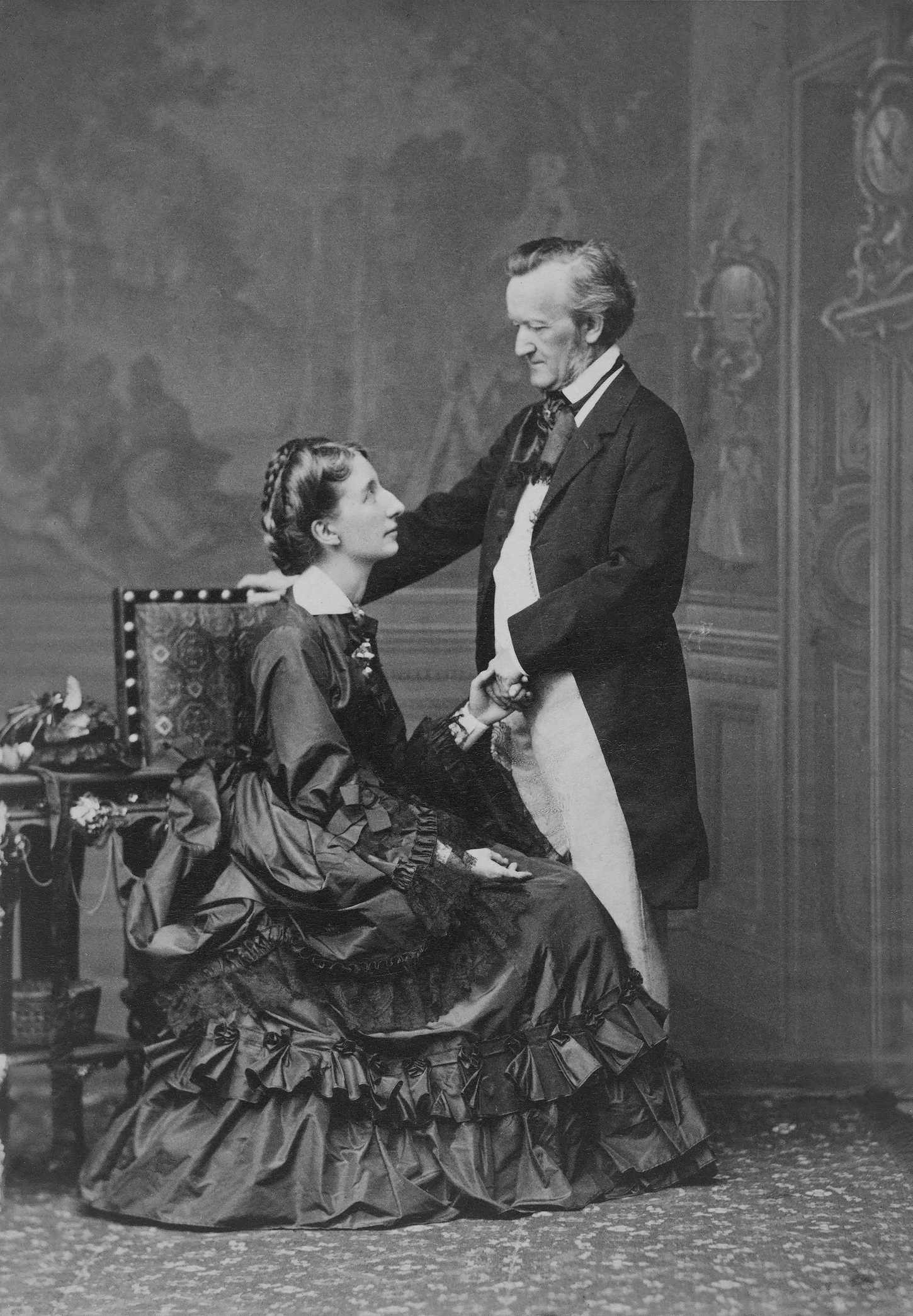
Richard i Cosima Wagner

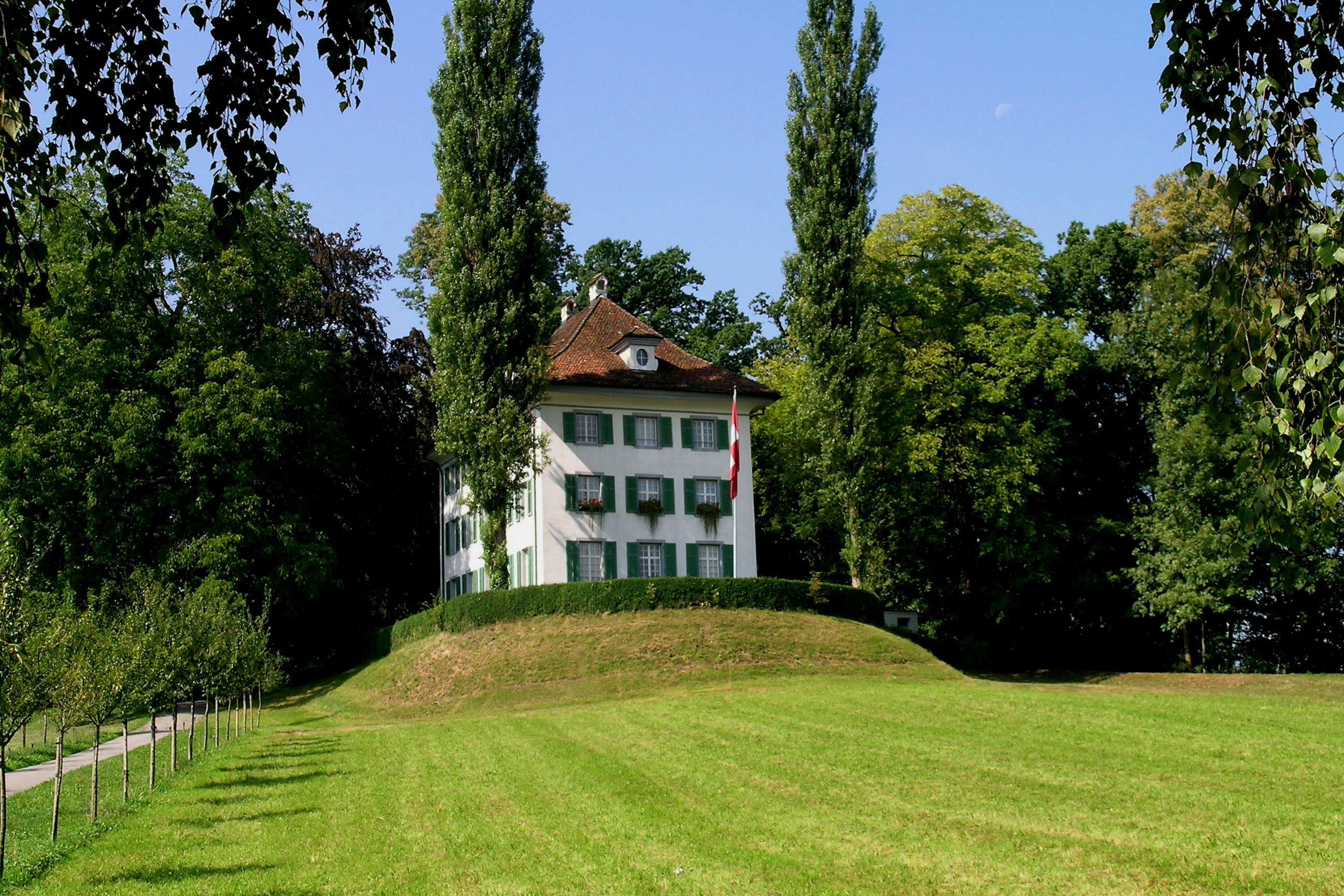
La casa de Wagner a Tribschen

El 8 de novembre de 1868, trobant-se a Leipzig, va conèixer el filòleg i filòsof Friedrich Nietzsche, que s'havia sentit aclaparat per les representacions que havia presenciat de Tristany i Die Meistersinger, havent-se convertit en un ardorós wagnerià. El maig de 1869, després de la seva designació per ocupar una càtedra a Basilea, va realitzar la primera de les seves vint-i-tres visites a Tribschen.
Còsima va visitar la casa per primera vegada el maig de 1866, i es va traslladar per viure-hi de forma permanent el 16 de novembre de 1868. A Tribschen va donar a llum els altres dos fills de Wagner, Eva i Siegfried. Poc després de divorciar-se de Hans von Bülow es va casar amb Wagner, el 25 d'agost de 1870. El dia 1 de gener de 1869 començà el famós diari on els seus sentiments hi són escadussers.

### Cap al primer Festival de Bayreuth (1872-1876)

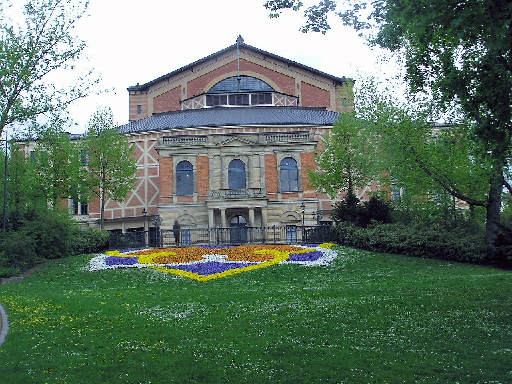
Festspielhaus a Bayreuth

L'escenari s'estava preparant per als quatre anys més actius de la seva vida. No només va supervisar la construcció de la Festspielhaus i de casa seva, Wahnfried —la primera i única llar del que hauria de ser propietari—, sinó que també va realitzar gires per Alemanya i Àustria a la recerca de cantants i tècnics i donant, així mateix, concerts a fi de recaptar fons per al projecte de Bayreuth. Acaba les partitures completes de Ring. Cerca i reuneix un grup de joves músics que veia com a futurs instructors i directors de la seva música.
Fins al 21 de novembre de 1874 no va acabar a la fi la partitura completa del Götterdämmerung, vint-i-sis anys després d'haver començat a crear el Ring el 1848.
Com sempre, el principal problema de Wagner era d'índole financera, i no es va solucionar fins que el rei Lluís va acudir novament en el seu auxili el 20 de febrer de 1874 amb un préstec de 216.152 marcs. Tot i així, Wagner encara va estimar oportú de sol·licitar ajuda financera a Berlín l'octubre de 1875, dirigint-se en va a l'emperador Guillem I de Prússia.
A causa del seu desig de sentir el Ring en privat, el rei Lluís va assistir als assaigs generals celebrats entre el 6 i el 9 d'agost. Feia vuit anys que no havia vist Wagner. El Festspielhaus finalment es va obrir el 13 d'agost de 1876 amb Das Rheingold, i ara tenen el seu lloc a la primera nit de l'estrena del cicle de l'anell complet, lloc que ha seguit ocupant al Festival de Bayreuth des d'aleshores.

### Primers Festivals de Bayreuth (1876-1883)

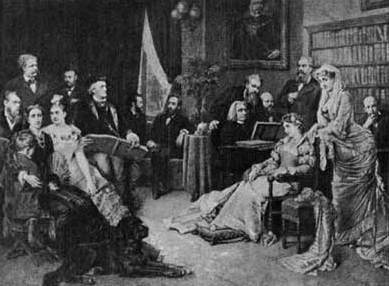
Wagner a Bayreuth. Liszt, que també era el seu sogre, toca el piano

Entre els assistents al Festival de Bayreuth de 1876 s'hi trobaven no solament Lluís sinó també dos altres caps d'estat, Guillem I de Prússia i Pere II del Brasil, així com molts altres membres distingits de l'aristocràcia. Però el festival és un desastre econòmic i Wagner pensa fins i tot de marxar als Estats Units. El 31 de març de 1878, quan tot semblava perdut, el Tresor muniquès va firmar un contracte amb Wagner que entre altres coses estipulava la liquidació del deute pendent.
Per a les sensibilitats modernes, la connexió entre Parsifal i el to dels últims assaigs antisemites i antimodernistes de Wagner constitueix, si més no, una qüestió delicada. La gènesi de Parsifal, però, és inseparable de l'aventura amorosa que va mantenir amb l'escriptora Judith Gautier —filla de l'escriptor Théophile Gautier. Com l'amistat amb el rei Lluís, aquesta segurament també va existir gràcies a la fortament estilitzada forma de les cartes de Wagner i en la futura imaginació dels seus biògrafs.

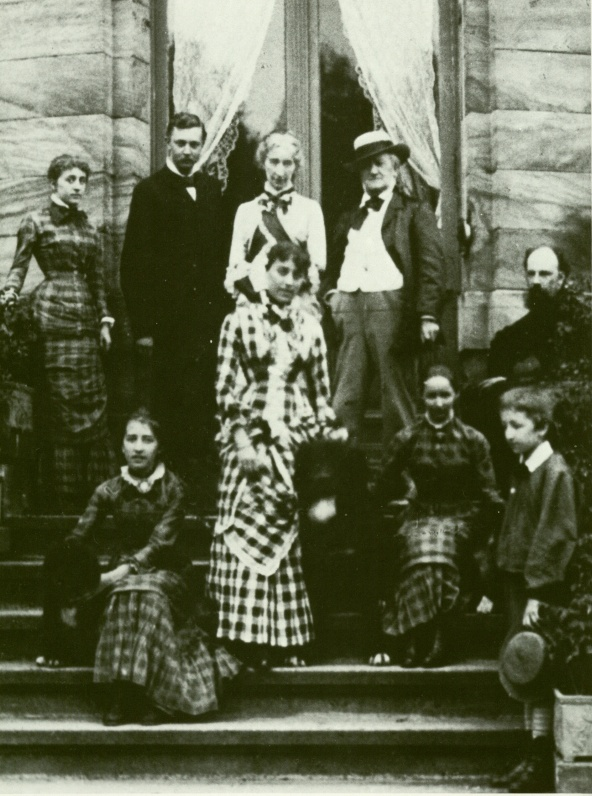
La família Wagner a Wahnfried el 1881: A dalt, d'esquerra a dreta: Blandine von Bülow, Heinrich von Stein (mestre de Siegfried), Còsima i Richard Wagner, Paul von Joukowsky (amic de la família); A baix, d'esquerra a dreta: Isolde, Daniela von Bülow, Eva i Siegfried

### Mort a Venècia

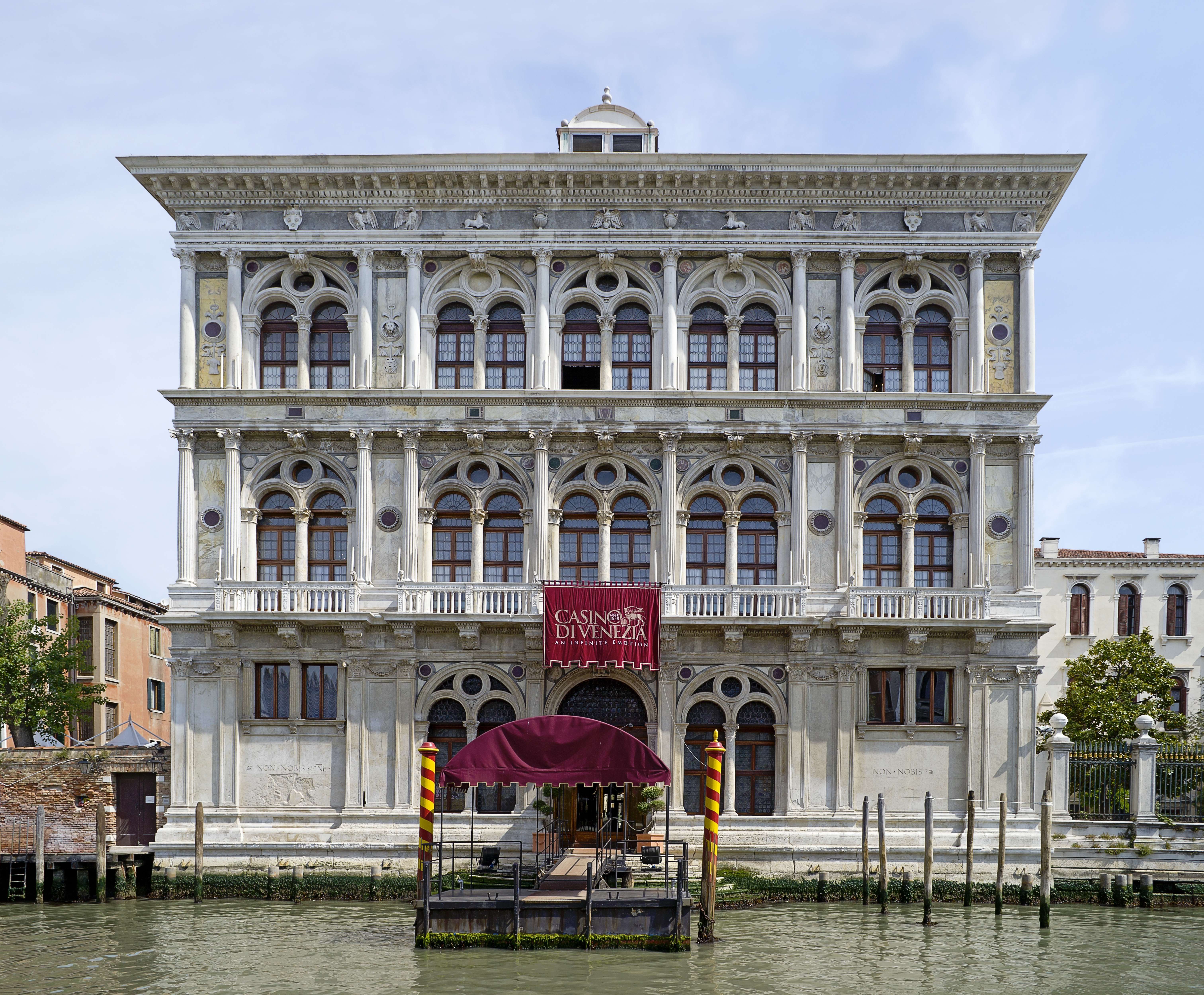
Palazzo Vendramin-Calergi de Venècia al Gran Canal

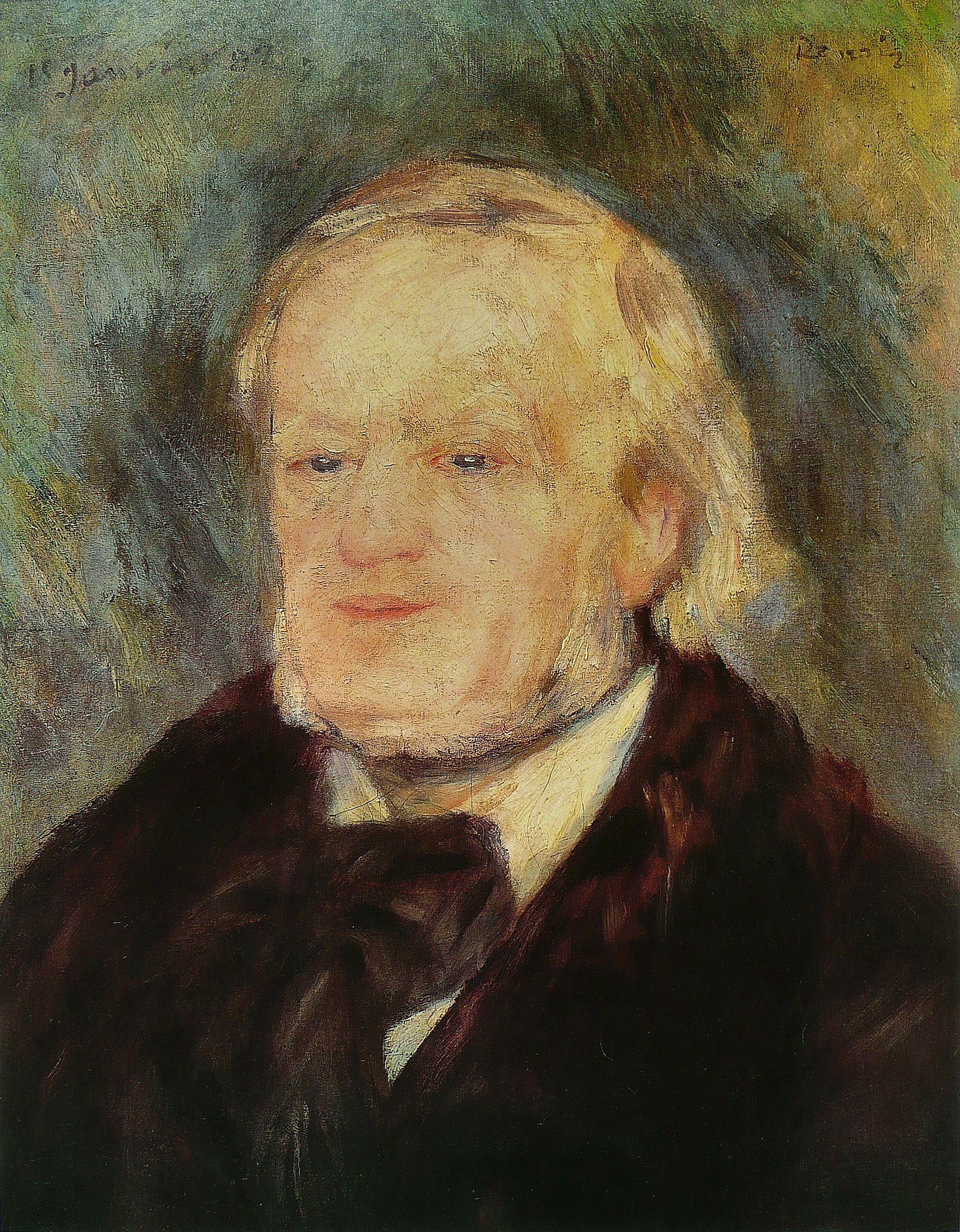
Retrat de Wagner fet per Renoir el 1882

Wagner havia patit un primer atac de cor a Berlín (1881) i el segon a Bayreuth, on ja refet va estrenar el 26 de juliol de 1882 Parsifal. Va oferir 16 funcions, els tercers actes de les quals van ser dirigits pel mateix compositor. Per aquestes funcions, el rei Lluís havia posat el cor i l'orquestra del Hoftheater de Múnic a disposició del festival de Bayreuth. Per recuperar la seva salut ja molt deteriorada, Wagner va tornar de nou a Venècia, i es va instal·lar al Palazzo Vendramin-Calergi al Gran Canal.

## Wagner als Països Catalans
El 1862, Josep Anselm Clavé va introduir als Països Catalans la música de Wagner en un dels seus concerts als Jardins d'Euterpe on van interpretar la marxa de Tannhäuser. Uns deu anys més tard fou el metge i compositor Josep de Letamendi el veritable introductor de Wagner, en fer-lo conèixer al seu deixeble Joaquim Marsillach i Lleonart. El 1870 es fundà la Societat Wagner.
La segona òpera representada de Wagner a Barcelona fou Der fliegende Holländer, que s'estrenà el 1885 al Liceu. S'anava iniciant així el contacte entre la societat catalana i la música de Wagner, rebuda al principi amb curiositat només per part del nucli més ben informat del món musical, mentre que la majoria del públic seguia ancorada en l'òpera italiana i en la francesa, sense venir de gust canvis estètics de cap classe. És significatiu que fossin primer les òperes «fàcils» de Wagner les que es varen estrenar al Liceu: les ja esmentades, més Tannhauser, al febrer de 1887. Durant la dècada dels anys 1880 només aquests tres títols varen estar presents en la programació del nostre primer teatre d'òpera, i només Lohengrin va aconseguir el que podríem anomenar popularitat, com ho prova el fet que va ser repetidament representada el 1888, dins de la temporada d'hivern i una altra amb motiu de l'Exposició Universal de Barcelona, davant d'una destacadíssima representació de personalitats europees.
Va ser precisament durant aquestes representacions de 1888 en què va debutar el gran tenor català Francesc Viñas, nom que quedaria íntimament associat a les representacions wagnerianes a Barcelona, i especialment a aquesta gran anècdota que va ser l'estrena barcelonina de Parsifal. Efectivament, després d'uns anys en què no es va presentar cap títol wagnerià nou, el Liceu va començar a posar en escena les obres més significatives de Wagner, començant amb Die Walküre (gener de 1899) i acabant amb cicles sencers de La Tetralogia, muntats l'any 1910, quan la ciutat ja s'havia convertit en un veritable formiguer d'aficionats al wagnerisme. Aquesta tenacitat i interès es va veure cristal·litzat en la creació de la famosa Associació Wagneriana, fundada l'any 1901 per Joaquim Pena i Costa, la creació de la qual significà el triomf definitiu de la música de Wagner a Catalunya.
Quan el Liceu va presentar la Tetralogia ja faltava només un títol wagnerià important per estrenar: Parsifal, entre altres raons perquè el teatre de Bayreuth tenia l'exclusiva de les seves representacions per trenta anys després de la mort del compositor (el que no va ser obstacle perquè algunes ciutats, com Amsterdam i Nova York, presentaran representacions «il·legals» o pirates d'aquesta partitura). El termini del privilegi de Bayreuth expirava el 1913, en complir-se els fatídics trenta anys després de mort el mestre, i moltes ciutats europees van preparar l'estrena immediata del Parsifal per l'1 de gener de 1914. Però al Liceu, algú va tenir una idea lluminosa: si el termini expirava a mitjanit del 31 de desembre de 1913 a Alemanya, la representació en el Liceu podia començar en aquest moment mateix, que a Barcelona eren les onze de la nit, pel desfasament horari existent entre Alemanya i Catalunya, en aquell moment. I així va ser com el Liceu barceloní es va anticipar a la resta de teatres europeus presentant Parsifal a les onze de la nit del 31 de desembre de 1913.
Molts van ser els cronistes de la ciutat que van descriure aquella efemèride brillant, que es va allargar fins a les cinc de la matinada (per la longitud de l'obra i els entreactes corresponents). Per descomptat, van assistir a la memorable funció l'Associació Wagneriana en pes i molts membres de l'alta societat que van intuir la transcendència de l'acte. A l'escenari, en el paper de Parsifal es trobava, com
sempre, el gran tenor Francesc Viñas, que havia superat ja les noces de plata amb la seva professió en el seu debut barceloní, però seguia estant al capdavant de la renovació wagneriana del repertori. Amb la seva participació, Barcelona se situava definitivament al capdavant del moviment wagnerià internacional, i aquesta actitud persistiria llargs anys fins a ser ratificada per la famosa visita al Liceu de la companyia i orquestra del Teatre de Bayreuth, el 1955.

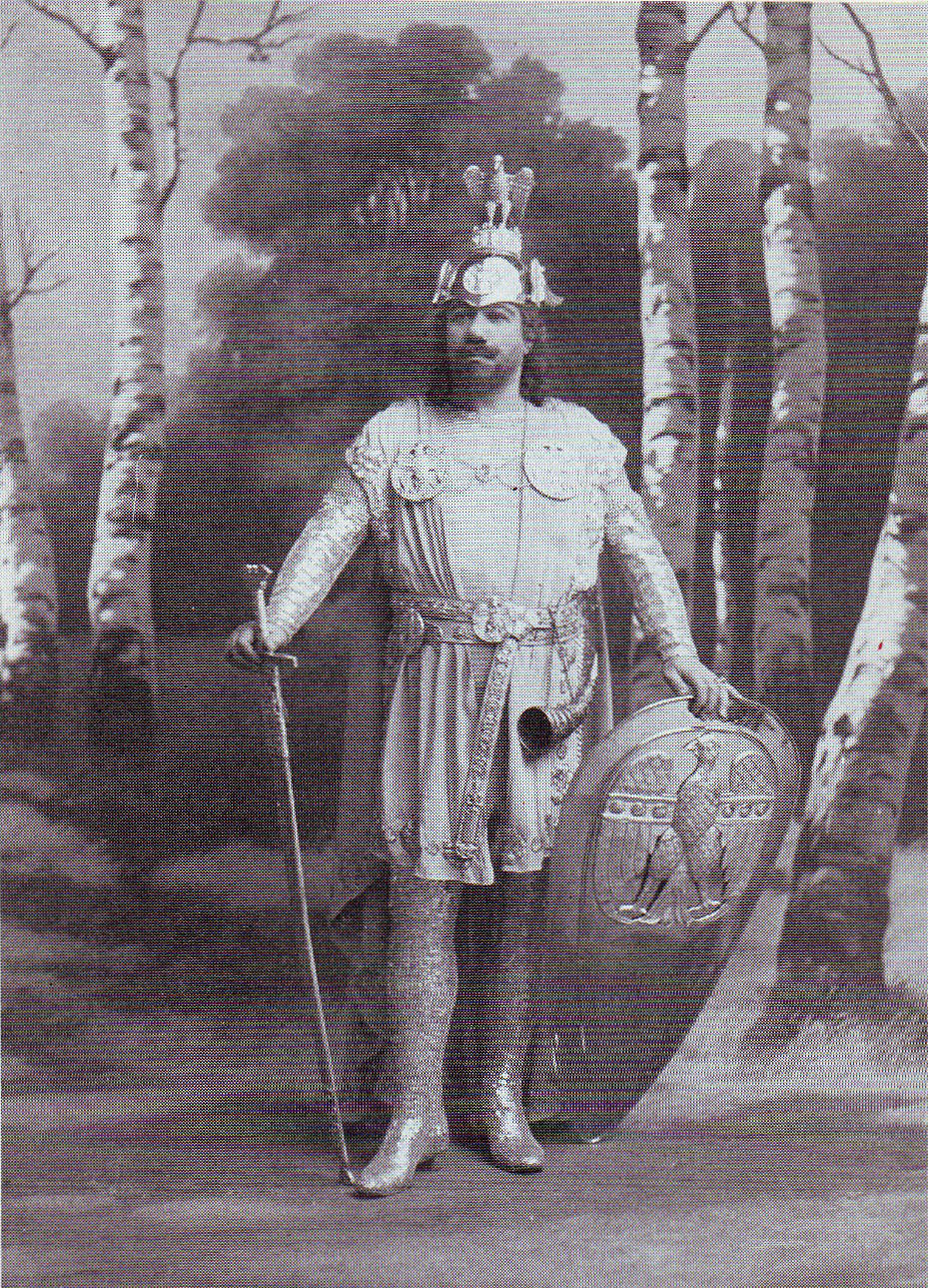
Francesc Viñas en el paper de Lohengrin

Després d'aquesta irrupció, l'influx de l'alemany va disminuir fins al seu renaixement als anys cinquanta, tot i que la seva música mai no havia cessat d'escoltar-se a Barcelona. No deixa de ser significatiu que un dels moviments artístics més rupturistes de la postguerra, Dau al Set, fundat el 1948, tingués una autèntica veneració pel compositor alemany, especialment per part dels seus membres Juan-Eduardo Cirlot, Antoni Tàpies i Joan Brossa Pel que fa a aquest darrer, la influència wagneriana i les evocacions de Wagner són absolutament transversals en tota la seva obra. De tota manera l'eclosió cal cercar-la en el rodatge, durant l'estiu de 1951, d'una versió cinematogràfica de Parsifal, dirigida per Daniel Mangrané, que va resultar ser una curiosa adaptació convertida en una de les pel·lícules més sorprenents i rares del cinema barceloní. Va seguir el seu rodatge tota una sèrie de successos wagnerians. Primer, la visita a Barcelona. dels nets del compositor al capdavant de l'exposició Wagner al món, que va ser una de les seqüeles de la reobertura dels Festivals de Bayreuth. El fet va coincidir amb el cinquantenari de l'Associació Wagneriana i va motivar diverses, conferències i actes culturals. També llavors Núria Sagnier va iniciar una nova traducció al català de les òperes de Wagner. I al cim es va arribar, finalment, quan el 1955 el festival de Bayreuth es desplaçà per primera vegada a fora de la ciutat i ho feu concretament al Gran Teatre del Liceu de Barcelona,; d'aleshores ençà la importància de Wagner en la vida musical catalana ha tendit a disminuir, tot i conservar un prestigi considerable.
El 1983, coincidint amb el centenari de la seva mort, 20 entitats ciutadanes barcelonines es van unir per celebrar, conjuntament, i pel seu compte i risc, l'esdeveniment amb concerts, concursos, exposicions, conferències, etc.
L'any 1998, amb motiu del començament del Festival de Bayreuth, s'inaugurà en aquesta ciutat una exposició sobre Wagner i Catalunya.
El 2012 i com a anticipació del bicentenari del compositor, l'Orquestra i Cors del Festival de Bayreuth es traslladaren novament al Liceu de Barcelona (era la tercera vegada en tota la història que sortien de la seva seu, dos cops a Barcelona i l'altre a Tokyo) per interpretar Der fliegende Holländer, Lohengrin i Tristan und Isolde. Amb motiu de l'esmentat bicentenari va ser creada una agrupació de vint-i-cinc entitats catalanes per a commemorar-lo mitjançant actes acadèmics, conferències, concerts, exposicions, etc. També durant el 2013 ha estat anunciat un concurs d'aparadors a Barcelona dedicat a Wagner, tal com ja s'havia celebrat el 1955 amb motiu de la vinguda del Festival de Bayreuth.

Al País Valencià la música de Wagner fou molt afavorida d'ençà del 1888 per les importants representacions protagonitzades per Francesc Viñas, tenor que també contribuí a estendre l'ideal wagnerià per altres països.

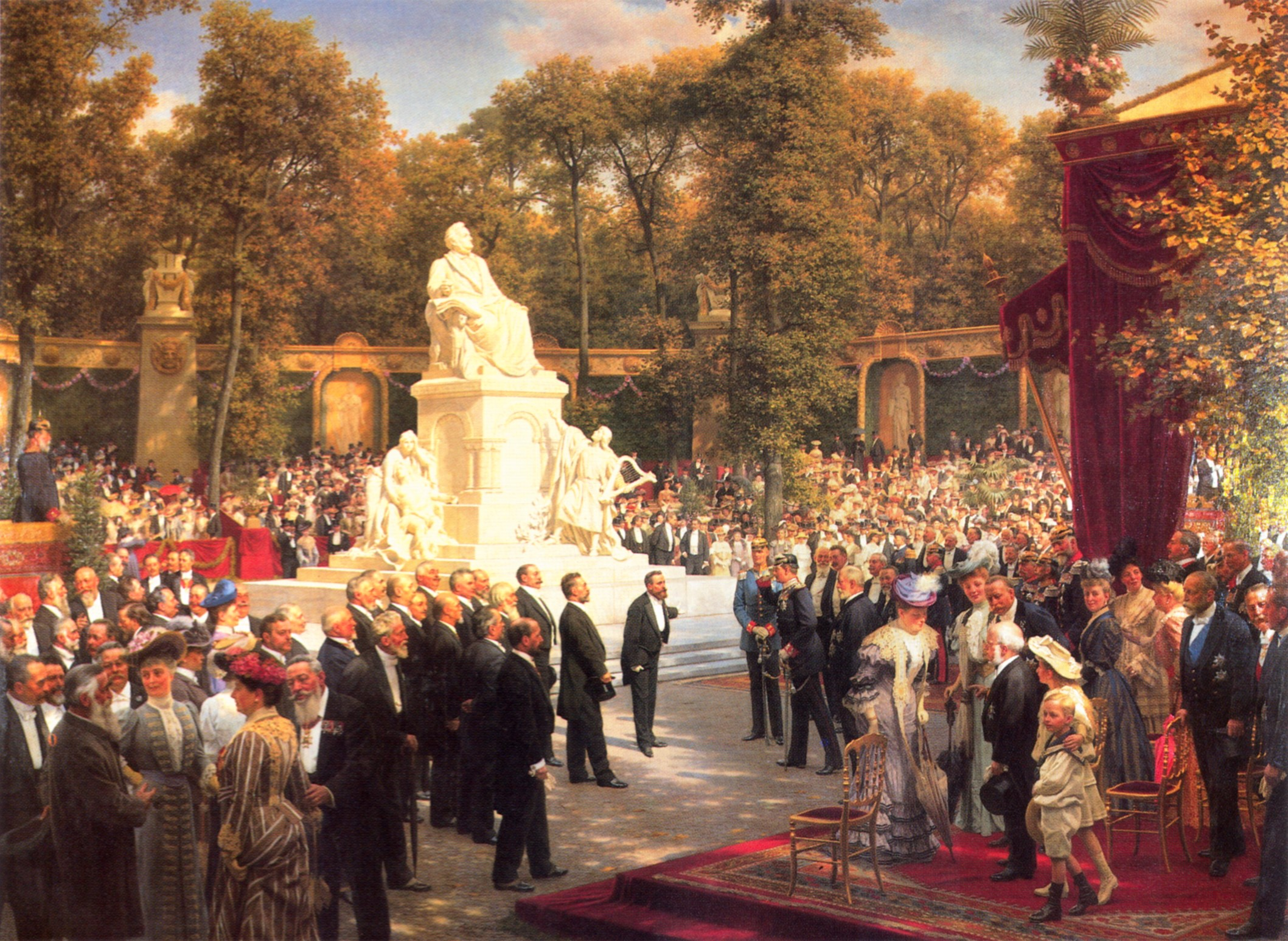
Inauguració d'una estàtua en el seu honor el 1904 a Berlín

## Controvèrsies

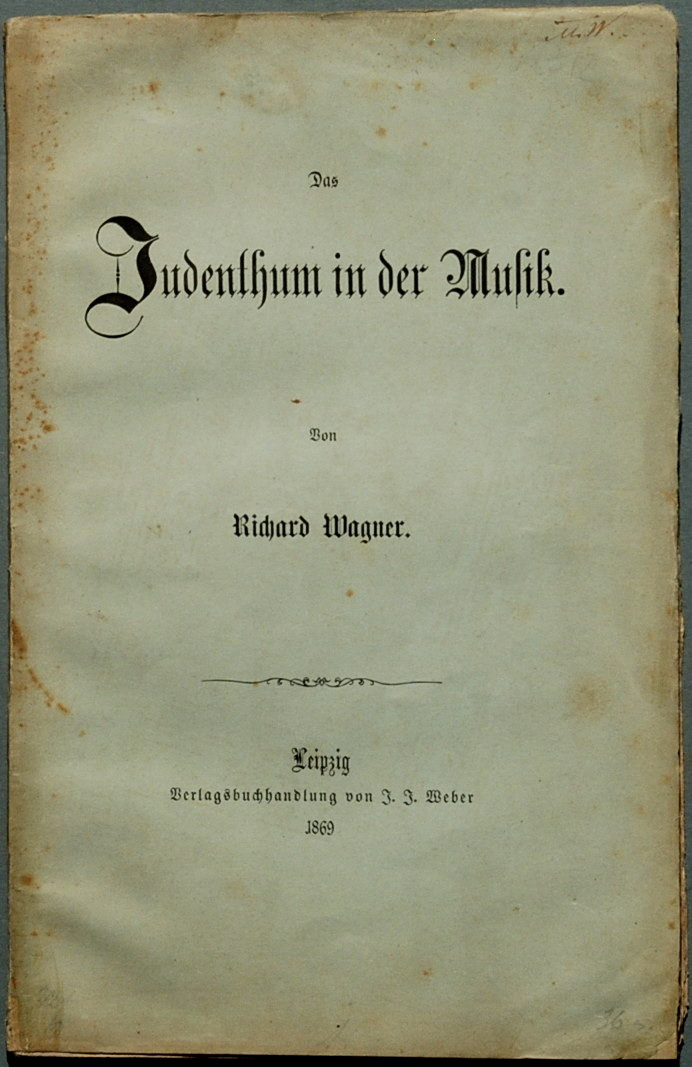
Das Judentum in der Musik (El judaisme en la música, en català). Pamflet antisemita que Wagner va publicar el 1850.

Richard Wagner va ser una figura polèmica durant la seva vida, i ha seguit sent-ho després de la seva mort.
Segons Daniel Barenboim, «en el nostre segle la música de Wagner s'ha fet servir malament i se n'ha abusat arbitràriament com a símbol. Continuar marginant Wagner significa donar raons precisament a aquells que l'han utilitzat malament i han abusat d'ella. No som només els músics els que abonem la idea de projectar l'obra de Wagner sota una llum diferent, perquè la música del compositor alemany no és de cap manera una obra de sentit antisemita i els seus valors estrictament musicals són de dimensions universals».
La majoria d'aquestes percepcions es deriven d'opinions publicades per Wagner sobre una sèrie de temes. Wagner va ser un escriptor prolífic i va publicar assaigs i fullets sobre una àmplia gamma de temes durant tota la seva vida. Molts dels escrits de Wagner estan disponibles en línia a la Biblioteca Wagner. Tot i que la seva música-drama té un atractiu immediat, l'estil d'escriptura de Wagner és detallat, clar i contundent, que ha contribuït en gran manera a la confusió sobre les seves opinions.

### L'antisemitisme de Wagner
El nacionalsocialisme va convertir la figura de Wagner i la seva música en símbol de la identitat i puresa alemanyes, i aquest fet no va ser pas fortuït.
Diversos incidents sobretot amb Meyerbeer però també amb els seus contemporanis jueus, Mendelssohn, Mesheles, Halévy, Heinrich Heine, sumat a fòbies de caràcter personal, la gradual i creixent aversió de la població alemanya a tot allò relacionat amb el judaisme a mesura que augmentava l'orgull nacionalsocialista rumb al pangermanisme i el seu rebuig a tota cultura «estrangera», es conjugà i va prendre forma en l'assaig titulat Das Judentum in der Musik (El judaisme en la música), publicat el mes de setembre del 1850, on quedava palès el seu antisemitisme.
Wagner accepta que tot i els seus «escrits a favor de l'emancipació dels jueus», sent sempre, en el seu contacte material i pràctic amb ells, «una repulsió involuntària». «Ara som nosaltres qui ens trobem en la necessitat de lluitar per emancipar-nos dels jueus». I continua: «Hem de saber d'on surt aquest sentiment innat i involuntari que es manifesta en nosaltres per una repugnància instintiva cap a l'element jueu: aquest sentiment invencible ens revelarà, si ho reconeixem francament, el que odiem en aquest element.» Ja en un aspecte més artístic, afirma: «Mai el jueu s'aventura sobre un escenari teatral: les excepcions a aquesta regla són molt rares i amb una particularitat tal que no fan més que confirmar-la. No podem imaginar sobre l'escena a un personatge antic o modern, ja sigui un heroi, i a un enamorat, representat per un jueu, sense sentir involuntàriament tot l'impropi, que arriba fins al ridícul, d'una tal idea.»
Tot seguit argumenta que el jueu no parla correctament la llengua del país que l'ha acollit i que per aquest motiu «el jueu només pot repetir, imitar, però no parlar realment com a poeta, ni tampoc crear obres d'art». I extrapola: «El jueu, que és incapaç de revelar-se artísticament a nosaltres, per la seva aparença exterior i pel seu llenguatge, amb més raó pel seu cant, tot i això va aconseguir imposar-se en el gust popular pel que fa a la música, que és la categoria de l'art modern més difosa.»
Ja en el terreny musical, generalitza: «el resultat de les pretensions artístiques dels jueus tindrà necessàriament un caràcter de fredor i d'indiferència arribant fins al ridícul i el trivial, i hem de designar el període històric del judaisme dins de la música moderna, com el de l'esterilitat completa i de l'equilibri trencat».
La crida als jueus al final del text s'interpreta com una misteriosa intuïció de la solució final de Hitler: «Prengueu part sense prevenció en aquesta obra de redempció on la destrucció regenera, i llavors estarem units i semblants. De totes maneres, tingueu en compte que l'única salvació de la maledicció que teniu damunt vostre, pot ser la salvació d'Ahasverus, el declivi!»
Tanmateix, l'objectiu principal d'aquest atac era Meyerbeer, el nom del qual no és esmentat mai en aquest text. Era ell a qui Wagner volia atacar i ofendre. Després d'haver llegit l'assaig, Franz Liszt, enfurismat, va demanar una explicació i Wagner li va respondre el 8 d'abril del 1851: «Meyerbeer representa una cosa especial per a mi: no l'odio, però em repugna moltíssim. Aquest ésser humà tan amable i afalagador que pretenia ser el meu mentor... em recorda el període més fosc de la meva vida, gairebé l'anomenaria el període més dissolut de la meva vida. Era una època d'amics influents, d'entrar per la porta del darrere, una època en què els mentors ens enganyaven. No els apreciem en absolut.»
Abans de 1850 no hi ha constància que Wagner expressés cap sentiment antisemita. No obstant això, amb les dificultats per desenvolupar la seva carrera va començar a ressentir-se de l'èxit de compositors jueus com Felix Mendelssohn i Giacomo Meyerbeer i els va culpar de la seva falta d'èxit, particularment després de la seva estada a París el 1840-1841 amb pocs mitjans econòmics. Irònicament, al mateix temps, Wagner tenia molt de contacte amb Meyerbeer, el qual li va prestar diners i va utilitzar la seva influència per fomentar l'estrena de Rienzi, primera òpera d'èxit de Wagner, a Dresden el 1842.
La seva relació amb Heinrich Heine, per qui en un primer moment havia sentit una admiració sincera, també va fracassar. Amb l'ajuda de Heine, per exemple, Wagner va descobrir material per a Der fliegende Holländer i Tannhäuser. En aquest cas, la seva admiració exageradament immensa es va convertir en rebuig. Al seu text Das Judentum in der Musik va acusar Heine d'estar empès per uns «dimonis de la negació que no tenen pietat».
Malgrat els seus punts de vista publicats sobre el judaisme, Wagner va mantenir amics i col·legues jueus durant tota la seva vida. Un dels més notables fou Hermann Levi, practicant jueu i fill d'un rabí, el talent del qual va ser reconegut per Wagner. Levi era mestre de capella a Múnic i per aquest motiu va dirigir l'estrena de Parsifal, darrera òpera de Wagner. Wagner inicialment s'hi va oposar i va comentar que Levi havia de ser batejat abans de la realització de Parsifal. Malgrat l'incident, Levi admirava Wagner, i va demanar ser un dels portadors del fèretre en el funeral del compositor.

### Veto a Israel
Des de 1938, a Israel es «prohibeix» l'execució de la música de Wagner, per respecte a les víctimes de l'holocaust.
El primer concert públic documentat de Wagner a Israel fou el 2000, quan el supervivent de l'holocaust Mendi Rodan va dirigir l'Idil·li de Siegfried a Rishon LeZion i a l'agost de 2001 quan en un concert dirigit per Daniel Barenboim a Jerusalem va incloure un extracte de Tristany i Isolda, el qual dividí l'audiència entre aplaudiments i protestes. Un concert amb obres de Wagner va ser anunciat pel 18 de juny de 2012 a Tel-Aviv, però es va cancel·lar per les protestes que hi hagué.

## Cinema
El 1983 el realitzador britànic Tony Palmer va filmar una monumental producció de 600 minuts (10 capítols d'una hora) amb el títol de Wagner sobre el compositor amb Richard Burton com a Wagner, Vanessa Redgrave com a Còsima, Marthe Keller com a Mathilde Wesendonck i un gran elenc d'actors.

## Cronologia
| Leipzig      | | | | |
| 1813         | Neix a Leipzig. El seu pare mor el mateix any. | | Neix Verdi | |
| Dresden      | | | | |
| 1814         | La família es trasllada a Dresden. La seva mare es casa amb Ludwig Geyer. | | | |
| 1821         | Mor el seu padrastre Ludwig Geyer | | | |
| 1822         | Comença tres anys d'escolarització a Dresden. Estudia les tragèdies gregues i piano. Es representa Der Freischütz de Weber a Dresden. El jove Wagner es mostra entusiasmat. | | Schubert: Simfonia núm. 8. | |
| 1824         | La seva germana Klara debuta a l'Òpera de Dresden. | | Neix Bruckner. | |
| Praga        | | | | |
| 1827         | Es trasllada a peu fins a Praga. | | Mor Beethoven. Schubert: Viatge d'hivern. | |
| Leipzig      | | | | |
| 1827         | Entra a l'escola de Sant Nicolau a Leipzig. | | | |
| 1828         | El gener assisteix a Leipzig per primera vegada a la representació d'una simfonia de Beethoven, la núm. 7. Més tard, el 13 de març, escolta la novena simfonia de Beethoven a la Gewandhaus de Leipzig i es converteix en una experiència fonamental per al jove Wagner. | | Mor Schubert. | Neixen Ibsen i Tolstoi |
| 1829         | Estudia violí i teoria. Escolta Schröder-Devrient a Fidelio. | | | Revolució de 1830 a França. |
| 1830         | | | | Revolució de 1830 a França. |
| 1831         | Entra a la Universitat de Leipzig. Estudia harmonia i contrapunt amb Weinlig. | Entre altres obres, compon una obertura en re menor i una sonata per a piano en Si bemoll major.                                                                                       | | |
| 1832         | Visita Viena i Praga. | Simfonia en do | | Mor Goethe. |
| Würzburg     | | | | |
| 1833         | Nomenat mestre de capella de Würzburg | Primera òpera: Die Feen | Neix Brahms. | |
| Magdeburg    | | | | |
| 1834         | Nomenat director musical d'un teatre ambulant amb seu a Magdeburg. Debuta com a director d'òpera amb Don Giovanni. Coneix Minna Planer. Viatja per Bohèmia amb Theodor Apel. | | | |
| 1835         | | Estrena l'obertura Columbus a Magdeburg | | |
| Königsberg   | | | | |
| 1836         | Es trasllada a Königsberg, amb l'esperança de convertir-se en director musical del teatre (això finalment passa l'abril de l'any següent). Es casa amb Minna Planer a Tragheim a Köingsberg, el 24 de novembre. | Segona òpera: Das Liebesverbot. Compon l'Obertura Polònia. | | |
| Riga         | | | | |
| 1837         | Nomenat director musical al teatre de Riga. | | | Primer gran transatlàntic impulsat a vapor: The Great Western. Victòria és coronada reina del Regne Unit de la Gran Bretanya i d'Irlanda.                                                                     |
| 1838         | | Comença Rienzi | | |
| París        | | | | |
| 1839         | Fuig de Riga per esquivar els creditors. Durant el viatge cap a París, una gran tempesta els atura a Sandviken, que l'inspira per al cor de mariners de Der fliegende Holländer. | | Neix Mússorgski | |
| 1840         | Coneix a Liszt. Empresonat per deutes. | Completa Rienzi, que es converteix en el seu primer èxit. Primera versió de l'Obertura Faust.                                                                                          | Schumann: Dichterliebe | |
| 1841         | Rep 500 francs pel llibret Le Vaisseau Fantôme, al qual hi posa música Pierre Dietsch. | Completa Der fliegende Holländer. | Mendelssohn: Dirigeix a Leipzig la Passió segons Sant Mateu de Bach, per primera vegada en més de 100 anys.                                                                     | |
| Dresden      | | | | |
| 1842         | Es trasllada a Dresden, on l'èxit de Rienzi és formidable. | | | |
| 1843         | Nomenat mestre de capella Reial de Dresden | Estrena Der fliegende Holländer a Dresden. Acaba el llibret de Tannhäuser i comença la composició.                                                                                     | Neix Grieg. | |
| 1844         | | Compon i realitza una salutació musical al rei de Saxònia, una oració fúnebre per l'enterrament de Carl Maria von Weber.                                                               | | Es transmet el primer missatge sense fils entre Washington i Baltimore per telègraf electromagnètic. Aquest mètode va ser inventat per Samuel Morse 9 anys abans.                                             |
| Marienbad    | | | | |
| 1845         | Passa l'estiu a Marienbad | Primers esbossos de Els mestres cantaires. | | |
| Dresden      | | | | |
| 1845         | | Cinquena òpera completada: Tannhäuser. Primers esbossos de Lohengrin. | | |
| 1846         | Coneix Hans von Bülow | Comença la música de Lohengrin | Schumann: Simfonia núm. 2 | |
| 1848         | Mor la seva mare. Coneix Jessie Laussot i Karl Ritter. | Sisena òpera completada: Lohengrin. Primers esbossos del llibret de Der Ring des Nibelungen                                                                                            | | Revolució de 1848 a París, la revolució continua a Múnic, Berlín, Praga i Viena. Wagner la rep amb entusiasme. Karl Marx i Engels proclamen el Manifest del Partit Comunista.                                 |
| Zuric        | | | | |
| 1849         | Contribueix activament en l'aixecament revolucionari a Dresden. Després de la revolta, una ordre de captura de la policia l'obliga a fugir cap a Weimar, París, i acaba a Zúric, on Minna s'hi uneix. L'exili li dura fins al 1860. | | | Dostoievski és detingut i condemnat a mort per la seva participació en el grup revolucionari a l'entorn de Petratxevski. Finalment només ha de complir una pena de quatre anys de presó amb treballs forçats. |
| París        | | | | |
| 1850         | Treballa a París i té una breu relació amb Jessie Laussot a Bordeus. El seu periodisme i la producció de Lohengrin per Liszt a Weimar, contribueixen a la seva creixent reputació. | | | |
| 1852         | Coneix Mathilde Wesendonck | Completa el llibret de Der Ring des Nibelungen | | |
| Saint Moritz | | | | |
| 1853         | Fa una curació a Saint Moritz i practica l'excursionisme. Viatge a Itàlia (La Spezia). Viatge a París amb Liszt, coneix Còsima que té 15 anys. | Escriu una sonata per a piano per Mathilde June. Comença Das Rheingold. | | |
| 1854         | | Completa Das Rheingold. Comença la música de Die Walküre. Concep Tristan und Isolde inspirat per Mathilde i Schopenhauer. Escriu segona versió de l'Obertura Faust i l'estrena a Zúric | Liszt: Les Préludes. | |
| Londres      | | | | |
| 1855         | Dirigeix vuit concerts a Londres. Es troba amb Berlioz. | Després de gairebé quatre mesos d'interrupció torna a compondre Die Walküre i medita sobre Tristany.                                                                                   | | |
| 1856         | | Completa Die Walküre | | Neix Freud |
| Zuric        | | | | |
| 1857         | Es trasllada a l'Asyl, una casa propietat dels Wesendonck. Rep la visita de Còsima Liszt i Hans von Bülow durant la seva lluna de mel. | Deixa de banda el seu treball en Siegfried al final del segon acte per compondre els 5 Wesendonck Lieder sobre poemes de Mathilde Wesendonck, amb qui manté una relació apassionada.   | Liszt: Simfonia Faust. Baudelaire publica Les fleurs du mal. El llibre és confiscat i sis dels poemes són condemnats per obscens. Comença l'emigració massiva als Estats Units. | |
| Venècia      | | | | |
| 1858         | Treballa i viatja per París, Zúric, Ginebra i finalment Venècia. Minna, gelosa de Mathilde, torna a Alemanya. A Venècia, que en aquest moment pertanyia a Àustria, és assetjat per la policia. | | Grieg entra al conservatori de Leipzig i poc després participa en la producció de Tannhäuser a l'Òpera de Leipzig. S'hi 14 vegades!                                             | |
| 1859         | | Acaba el segon acte de Tristany a Venècia, i el tercer a Lucerna. | | Darwin publica L'origen de les espècies mitjançant la selecció natural. Neix Hamsun. |
| París        | | | | |
| 1859         | Retorna a París o es retroba amb Minna. | | | |
| 1860         | Els concerts de París són un fracàs financer. Es concedeix l'amnistia política per Alemanya (excepte Saxònia). Per primera vegada en 11 anys pot tornar a Alemanya. En dos anys viatja contínuament amb gran inquietud. Passa per París, Zúric, Karlsruhe, Weimar, Nuremberg, Múnic, Viena, Leipzig i Dresden. Assaja Tannhäuser a París. | Revisa l'escena de Venusberg per l'estrena de Tannhäuser a l'Opéra. | Neix Gustav Mahler | |
| 1861         | | Tannhäuser, a París, és retirat per Wagner al cap de tres presentacions. Finalment torna a París, on comença el poema Els mestres cantaires.                                           | | |
| Biebrich     | | | | |
| 1862         | S'estableix en Biebrich, prop de Maniz, per treballar en la composició. Implicació romàntica amb Friederike Meyer i Mathilde Maier. Darrera trobada amb Minna, a Dresden. | Acaba el llibret de Els mestres cantaires. | Neix Debussy. | Víctor Hugo escriu Els miserables. |
| 1863         | Com un director d'orquestra itinerant, durant un any fa una gira per Alemanya, Àustria i Rússia. Visita a Còsima i von Bülow a Berlín. | | Neix Debussy. | |
| Munic        | | | | |
| 1864         | A causa de l'augment dels deutes, ha de fugir de Viena. La situació és desesperada. En aquest moment arriba el punt d'inflexió decisiu en la seva vida: un nou rei ha estat coronat a Baviera, Lluís II de Baviera, un noi de 18 anys i gran admirador del treball de Wagner. El rei paga tots els seus deutes i li promet suport financer en el futur. Wagner es trasllada a Múnic. Arriben Còsima i els seus dos fills i comença l'aventura amb Còsima. Lluís resol construir un teatre per a ell. | Compon els dos primers actes de Siegfried. | Neix Richard Strauss. | |
| 1865         | Neix Isolda, la seva filla amb Còsima. Estrena de Tristan und Isolde a Múnic sota la direcció de Hans von Bülow. Comença a dictar Mein Leben a Còsima. S'exilia de Baviera per raons polítiques i financeres. | Completa el poema de Parsifal. | Neixen Carl Nielsen i Jean Sibelius. | |
| Tribschen    | | | | |
| 1866         | Mor Minna. Wagner s'ha convertit cada vegada més impopular a Múnic, per la seva relació extramatrimonial amb Còsima —que encara està casada amb von Bülow—, i pel seu consum de diner públic. Es trasllada a Tribschen, prop de Lucerna. | | | Dostoievski: Crim i càstig. |
| 1867         | Neix la seva filla Eva. Còsima visita von Bülow a Múnic, on dirigeix Lohengrin i Tannhäuser. | Acaba Els mestres cantaires | | Karl Marx: Das Kapital, vol I publicat a Hamburg. Mort Baudelaire. Ibsen: Peer Gynt. Dostoievski: L'idiota.                                                                                                   |

## Obres

### Òperes
A través de les seves obres i els seus assaigs teòrics, Wagner va exercir una gran influència en l'univers de la música lírica. Casant el teatre i la música per crear el drama musical, es va fer el defensor d'una nova concepció de l'òpera, en la qual l'orquestra ocupa un lloc almenys tan important com la dels cantants. L'expressivitat de l'orquestra és augmentada per l'ús del leitmotiv (petits temes musicals d'una gran potència dramàtica que evoquen un personatge, un element de la intriga, un sentiment...), que, amb la seva evolució complexa, aclareixen la progressió del drama amb una riquesa infinita.
Contràriament a gairebé tots els altres compositors d'òperes, Wagner escrivia ell mateix els seus llibrets, prenent la majoria dels seus arguments de les llegendes i mitologies europees, sobretot germàniques. A causa d'això, les seves obres aconsegueixen una unitat profunda.

#### Joventut

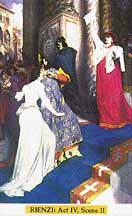
Escena de l'òpera Rienzi (Ferdinand Leeke, 1859-1925)

- Les noces (Die Hochzeit) (1832) (Inacabada)
- Les fades (Die Feen) (1834)
- La prohibició d'estimar (Das Liebesverbot) (1836)
- Rienzi (1842)

#### Primeres obres mestres
- Der fliegende Holländer (L'holandès errant) (1843)
- Tannhäuser (1845)
- Lohengrin (1850)

#### Maduresa
- Tristan und Isolde (Tristany i Isolda) (1865)  Obertura de Tristan und Isolde (?·pàg.)
- Els mestres cantaires de Nuremberg (Die Meistersinger von Nürnberg) (1868)
- La Tetralogia titulada Der Ring des Nibelungen (L'Anell del Nibelung), estrenada l'any 1876 i formada per:
  - Das Rheingold (L'or del Rin) (1869)
  - La Valquíria (Die Walküre) (1870)
  - Sigfrid (Siegfried) (1871)
  - Götterdämmerung (El capvespre dels déus) (1874)
- Parsifal (1882)

### Altres obres musicals
Fora de les seves òperes, Wagner compongué relativament poca música: una sola simfonia (escrita a l'edat de 19 anys), algunes obertures, corals i peces per a piano. Entre aquestes obres, l'única que s'interpreta habitualment és l'Idil·li de Siegfried, una bonica obra de música de cambra escrita per a l'aniversari de la seva segona dona Cosima. L'Idil·li reuneix diversos motius de la tetralogia, encara que no en formi part.
Notem també la presència al catàleg d'un recull de lieder: Die Wesendonck Lieder. Aquests cants van ser dedicats a Mathilde Wesendonck.
Després d'haver acabat Parsifal, Wagner va tenir aparentment la intenció de girar-se cap a la composició de simfonies, però va morir sense haver escrit res d'important en aquest àmbit.
Les obertures i trossos orquestrals de les seves millors òperes són sovint interpretats com a peces per si mateixes, amb versions lleugerament modificades. Per exemple, la versió de concert de l'obertura de Tristany, escrita pel mateix Wagner, implica una pàgina suplementària que dirigeix la música cap a una verdadera conclusió.

## Arbre genealògic de la família Wagner
| Franz Liszt (1811-1886)     | Franz Liszt (1811-1886)     | Franz Liszt (1811-1886)     | Franz Liszt (1811-1886)     | Franz Liszt (1811-1886)     | Franz Liszt (1811-1886)     |                       |                       | Marie de Flavigny Comtessa d'Agoult (1805-1876) | Marie de Flavigny Comtessa d'Agoult (1805-1876) | Marie de Flavigny Comtessa d'Agoult (1805-1876) | Marie de Flavigny Comtessa d'Agoult (1805-1876) | Marie de Flavigny Comtessa d'Agoult (1805-1876) | Marie de Flavigny Comtessa d'Agoult (1805-1876) |                         |                         |                                         |                                         |                                         |                                         |                                         |                                         |                       |                       |                                                 |                                                 |                                                 |                                                 | Carl Friedrich Wagner (1770-1813)               | Carl Friedrich Wagner (1770-1813)               | Carl Friedrich Wagner (1770-1813) | Carl Friedrich Wagner (1770-1813) | Carl Friedrich Wagner (1770-1813) | Carl Friedrich Wagner (1770-1813) |                            |                            | Johanna Pätz (1774-1848)   | Johanna Pätz (1774-1848)   | Johanna Pätz (1774-1848) | Johanna Pätz (1774-1848) | Johanna Pätz (1774-1848)                 | Johanna Pätz (1774-1848)                 |                                          |                                          | Ludwig Geyer (1778-1821)                 | Ludwig Geyer (1778-1821)                 | Ludwig Geyer (1778-1821)   | Ludwig Geyer (1778-1821)   | Ludwig Geyer (1778-1821)           | Ludwig Geyer (1778-1821)           |                                    |                                    |                                    |                                    |                 |                 |                         |                         |                         |                         |                         |                         |                       |                       |                             |                             |                             |                             |                             |                             |                |                |                         |                         |                         |                         |                              |                              |                              |                              |                              |                              |  |  |  |  |  |  |  |  |  |  |  |  |  |  |  |  |
| Franz Liszt (1811-1886)     | Franz Liszt (1811-1886)     | Franz Liszt (1811-1886)     | Franz Liszt (1811-1886)     | Franz Liszt (1811-1886)     | Franz Liszt (1811-1886)     |                       |                       | Marie de Flavigny Comtessa d'Agoult (1805-1876) | Marie de Flavigny Comtessa d'Agoult (1805-1876) | Marie de Flavigny Comtessa d'Agoult (1805-1876) | Marie de Flavigny Comtessa d'Agoult (1805-1876) | Marie de Flavigny Comtessa d'Agoult (1805-1876) | Marie de Flavigny Comtessa d'Agoult (1805-1876) |                         |                         |                                         |                                         |                                         |                                         |                                         |                                         |                       |                       |                                                 |                                                 |                                                 |                                                 | Carl Friedrich Wagner (1770-1813)               | Carl Friedrich Wagner (1770-1813)               | Carl Friedrich Wagner (1770-1813) | Carl Friedrich Wagner (1770-1813) | Carl Friedrich Wagner (1770-1813) | Carl Friedrich Wagner (1770-1813) |                            |                            | Johanna Pätz (1774-1848)   | Johanna Pätz (1774-1848)   | Johanna Pätz (1774-1848) | Johanna Pätz (1774-1848) | Johanna Pätz (1774-1848)                 | Johanna Pätz (1774-1848)                 |                                          |                                          | Ludwig Geyer (1778-1821)                 | Ludwig Geyer (1778-1821)                 | Ludwig Geyer (1778-1821)   | Ludwig Geyer (1778-1821)   | Ludwig Geyer (1778-1821)           | Ludwig Geyer (1778-1821)           |                                    |                                    |                                    |                                    |                 |                 |                         |                         |                         |                         |                         |                         |                       |                       |                             |                             |                             |                             |                             |                             |                |                |                         |                         |                         |                         |                              |                              |                              |                              |                              |                              |  |  |  |  |  |  |  |  |  |  |  |  |  |  |  |  |
|                             |                             |                             |                             |                             |                             |                       |                       |                                                 |                                                 |                                                 |                                                 |                                                 |                                                 |                         |                         |                                         |                                         |                                         |                                         |                                         |                                         |                       |                       |                                                 |                                                 |                                                 |                                                 |                                                 |                                                 |                                   |                                   |                                   |                                   |                            |                            |                            |                            |                          |                          |                                          |                                          |                                          |                                          |                                          |                                          |                            |                            |                                    |                                    |                                    |                                    |                                    |                                    |                 |                 |                         |                         |                         |                         |                         |                         |                       |                       |                             |                             |                             |                             |                             |                             |                |                |                         |                         |                         |                         |                              |                              |                              |                              |                              |                              |  |  |  |  |  |  |  |  |  |  |  |  |  |  |  |  |
|                             |                             |                             |                             |                             |                             |                       |                       |                                                 |                                                 |                                                 |                                                 |                                                 |                                                 |                         |                         |                                         |                                         |                                         |                                         |                                         |                                         |                       |                       |                                                 |                                                 |                                                 |                                                 |                                                 |                                                 |                                   |                                   |                                   |                                   |                            |                            |                            |                            |                          |                          |                                          |                                          |                                          |                                          |                                          |                                          |                            |                            |                                    |                                    |                                    |                                    |                                    |                                    |                 |                 |                         |                         |                         |                         |                         |                         |                       |                       |                             |                             |                             |                             |                             |                             |                |                |                         |                         |                         |                         |                              |                              |                              |                              |                              |                              |  |  |  |  |  |  |  |  |  |  |  |  |  |  |  |  |
| Blandine Rachel (1835-1862) | Blandine Rachel (1835-1862) | Blandine Rachel (1835-1862) | Blandine Rachel (1835-1862) | Blandine Rachel (1835-1862) | Blandine Rachel (1835-1862) |                       |                       | Daniel (1839-1859)                              | Daniel (1839-1859)                              | Daniel (1839-1859)                              | Daniel (1839-1859)                              | Daniel (1839-1859)                              | Daniel (1839-1859)                              |                         |                         | Hans von Bülow (1830-1894)              | Hans von Bülow (1830-1894)              | Hans von Bülow (1830-1894)              | Hans von Bülow (1830-1894)              | Hans von Bülow (1830-1894)              | Hans von Bülow (1830-1894)              |                       |                       | Cosima (1837-1930)                              | Cosima (1837-1930)                              | Cosima (1837-1930)                              | Cosima (1837-1930)                              | Cosima (1837-1930)                              | Cosima (1837-1930)                              |                                   |                                   | Richard Wagner (1813-1883)        | Richard Wagner (1813-1883)        | Richard Wagner (1813-1883) | Richard Wagner (1813-1883) | Richard Wagner (1813-1883) | Richard Wagner (1813-1883) |                          |                          | Minna Planer (1809-1866)                 | Minna Planer (1809-1866)                 | Minna Planer (1809-1866)                 | Minna Planer (1809-1866)                 | Minna Planer (1809-1866)                 | Minna Planer (1809-1866)                 |                            |                            |                                    |                                    |                                    |                                    |                                    |                                    |                 |                 |                         |                         |                         |                         |                         |                         |                       |                       |                             |                             |                             |                             |                             |                             |                |                |                         |                         |                         |                         |                              |                              |                              |                              |                              |                              |  |  |  |  |  |  |  |  |  |  |  |  |  |  |  |  |
| Blandine Rachel (1835-1862) | Blandine Rachel (1835-1862) | Blandine Rachel (1835-1862) | Blandine Rachel (1835-1862) | Blandine Rachel (1835-1862) | Blandine Rachel (1835-1862) |                       |                       | Daniel (1839-1859)                              | Daniel (1839-1859)                              | Daniel (1839-1859)                              | Daniel (1839-1859)                              | Daniel (1839-1859)                              | Daniel (1839-1859)                              |                         |                         | Hans von Bülow (1830-1894)              | Hans von Bülow (1830-1894)              | Hans von Bülow (1830-1894)              | Hans von Bülow (1830-1894)              | Hans von Bülow (1830-1894)              | Hans von Bülow (1830-1894)              |                       |                       | Cosima (1837-1930)                              | Cosima (1837-1930)                              | Cosima (1837-1930)                              | Cosima (1837-1930)                              | Cosima (1837-1930)                              | Cosima (1837-1930)                              |                                   |                                   | Richard Wagner (1813-1883)        | Richard Wagner (1813-1883)        | Richard Wagner (1813-1883) | Richard Wagner (1813-1883) | Richard Wagner (1813-1883) | Richard Wagner (1813-1883) |                          |                          | Minna Planer (1809-1866)                 | Minna Planer (1809-1866)                 | Minna Planer (1809-1866)                 | Minna Planer (1809-1866)                 | Minna Planer (1809-1866)                 | Minna Planer (1809-1866)                 |                            |                            |                                    |                                    |                                    |                                    |                                    |                                    |                 |                 |                         |                         |                         |                         |                         |                         |                       |                       |                             |                             |                             |                             |                             |                             |                |                |                         |                         |                         |                         |                              |                              |                              |                              |                              |                              |  |  |  |  |  |  |  |  |  |  |  |  |  |  |  |  |
|                             |                             |                             |                             |                             |                             |                       |                       |                                                 |                                                 |                                                 |                                                 |                                                 |                                                 |                         |                         |                                         |                                         |                                         |                                         |                                         |                                         |                       |                       |                                                 |                                                 |                                                 |                                                 |                                                 |                                                 |                                   |                                   |                                   |                                   |                            |                            |                            |                            |                          |                          |                                          |                                          |                                          |                                          |                                          |                                          |                            |                            |                                    |                                    |                                    |                                    |                                    |                                    |                 |                 |                         |                         |                         |                         |                         |                         |                       |                       |                             |                             |                             |                             |                             |                             |                |                |                         |                         |                         |                         |                              |                              |                              |                              |                              |                              |  |  |  |  |  |  |  |  |  |  |  |  |  |  |  |  |
|                             |                             |                             |                             |                             |                             |                       |                       |                                                 |                                                 |                                                 |                                                 |                                                 |                                                 |                         |                         |                                         |                                         |                                         |                                         |                                         |                                         |                       |                       |                                                 |                                                 |                                                 |                                                 |                                                 |                                                 |                                   |                                   |                                   |                                   |                            |                            |                            |                            |                          |                          |                                          |                                          |                                          |                                          |                                          |                                          |                            |                            |                                    |                                    |                                    |                                    |                                    |                                    |                 |                 |                         |                         |                         |                         |                         |                         |                       |                       |                             |                             |                             |                             |                             |                             |                |                |                         |                         |                         |                         |                              |                              |                              |                              |                              |                              |  |  |  |  |  |  |  |  |  |  |  |  |  |  |  |  |
| Daniela (1860-1940)         | Daniela (1860-1940)         | Daniela (1860-1940)         | Daniela (1860-1940)         | Daniela (1860-1940)         | Daniela (1860-1940)         |                       |                       | Henry Thode (1857-1920)                         | Henry Thode (1857-1920)                         | Henry Thode (1857-1920)                         | Henry Thode (1857-1920)                         | Henry Thode (1857-1920)                         | Henry Thode (1857-1920)                         |                         |                         | Blandine (1863-1930)                    | Blandine (1863-1930)                    | Blandine (1863-1930)                    | Blandine (1863-1930)                    | Blandine (1863-1930)                    | Blandine (1863-1930)                    |                       |                       | Biagio Comte Gravina (1850-1897)                | Biagio Comte Gravina (1850-1897)                | Biagio Comte Gravina (1850-1897)                | Biagio Comte Gravina (1850-1897)                | Biagio Comte Gravina (1850-1897)                | Biagio Comte Gravina (1850-1897)                |                                   |                                   |                                   |                                   |                            |                            |                            |                            |                          |                          |                                          |                                          |                                          |                                          |                                          |                                          |                            |                            |                                    |                                    |                                    |                                    |                                    |                                    |                 |                 |                         |                         |                         |                         |                         |                         |                       |                       |                             |                             |                             |                             |                             |                             |                |                |                         |                         |                         |                         |                              |                              |                              |                              |                              |                              |  |  |  |  |  |  |  |  |  |  |  |  |  |  |  |  |
| Daniela (1860-1940)         | Daniela (1860-1940)         | Daniela (1860-1940)         | Daniela (1860-1940)         | Daniela (1860-1940)         | Daniela (1860-1940)         |                       |                       | Henry Thode (1857-1920)                         | Henry Thode (1857-1920)                         | Henry Thode (1857-1920)                         | Henry Thode (1857-1920)                         | Henry Thode (1857-1920)                         | Henry Thode (1857-1920)                         |                         |                         | Blandine (1863-1930)                    | Blandine (1863-1930)                    | Blandine (1863-1930)                    | Blandine (1863-1930)                    | Blandine (1863-1930)                    | Blandine (1863-1930)                    |                       |                       | Biagio Comte Gravina (1850-1897)                | Biagio Comte Gravina (1850-1897)                | Biagio Comte Gravina (1850-1897)                | Biagio Comte Gravina (1850-1897)                | Biagio Comte Gravina (1850-1897)                | Biagio Comte Gravina (1850-1897)                |                                   |                                   |                                   |                                   |                            |                            |                            |                            |                          |                          |                                          |                                          |                                          |                                          |                                          |                                          |                            |                            |                                    |                                    |                                    |                                    |                                    |                                    |                 |                 |                         |                         |                         |                         |                         |                         |                       |                       |                             |                             |                             |                             |                             |                             |                |                |                         |                         |                         |                         |                              |                              |                              |                              |                              |                              |  |  |  |  |  |  |  |  |  |  |  |  |  |  |  |  |
|                             |                             |                             |                             |                             |                             |                       |                       |                                                 |                                                 |                                                 |                                                 |                                                 |                                                 |                         |                         |                                         |                                         |                                         |                                         |                                         |                                         |                       |                       |                                                 |                                                 |                                                 |                                                 |                                                 |                                                 |                                   |                                   |                                   |                                   |                            |                            |                            |                            |                          |                          |                                          |                                          |                                          |                                          |                                          |                                          |                            |                            |                                    |                                    |                                    |                                    |                                    |                                    |                 |                 |                         |                         |                         |                         |                         |                         |                       |                       |                             |                             |                             |                             |                             |                             |                |                |                         |                         |                         |                         |                              |                              |                              |                              |                              |                              |  |  |  |  |  |  |  |  |  |  |  |  |  |  |  |  |
|                             |                             |                             |                             |                             |                             |                       |                       |                                                 |                                                 |                                                 |                                                 |                                                 |                                                 |                         |                         |                                         |                                         |                                         |                                         |                                         |                                         |                       |                       |                                                 |                                                 |                                                 |                                                 |                                                 |                                                 |                                   |                                   |                                   |                                   |                            |                            |                            |                            |                          |                          |                                          |                                          |                                          |                                          |                                          |                                          |                            |                            |                                    |                                    |                                    |                                    |                                    |                                    |                 |                 |                         |                         |                         |                         |                         |                         |                       |                       |                             |                             |                             |                             |                             |                             |                |                |                         |                         |                         |                         |                              |                              |                              |                              |                              |                              |  |  |  |  |  |  |  |  |  |  |  |  |  |  |  |  |
| Manfredi (1883-1912)        | Manfredi (1883-1912)        | Manfredi (1883-1912)        | Manfredi (1883-1912)        | Manfredi (1883-1912)        | Manfredi (1883-1912)        |                       |                       | Maria (1886-1929)                               | Maria (1886-1929)                               | Maria (1886-1929)                               | Maria (1886-1929)                               | Maria (1886-1929)                               | Maria (1886-1929)                               |                         |                         | Gilberto (1890-1972)                    | Gilberto (1890-1972)                    | Gilberto (1890-1972)                    | Gilberto (1890-1972)                    | Gilberto (1890-1972)                    | Gilberto (1890-1972)                    |                       |                       | Guido (1896-1931)                               | Guido (1896-1931)                               | Guido (1896-1931)                               | Guido (1896-1931)                               | Guido (1896-1931)                               | Guido (1896-1931)                               |                                   |                                   |                                   |                                   |                            |                            |                            |                            |                          |                          |                                          |                                          |                                          |                                          |                                          |                                          |                            |                            |                                    |                                    |                                    |                                    |                                    |                                    |                 |                 |                         |                         |                         |                         |                         |                         |                       |                       |                             |                             |                             |                             |                             |                             |                |                |                         |                         |                         |                         |                              |                              |                              |                              |                              |                              |  |  |  |  |  |  |  |  |  |  |  |  |  |  |  |  |
| Manfredi (1883-1912)        | Manfredi (1883-1912)        | Manfredi (1883-1912)        | Manfredi (1883-1912)        | Manfredi (1883-1912)        | Manfredi (1883-1912)        |                       |                       | Maria (1886-1929)                               | Maria (1886-1929)                               | Maria (1886-1929)                               | Maria (1886-1929)                               | Maria (1886-1929)                               | Maria (1886-1929)                               |                         |                         | Gilberto (1890-1972)                    | Gilberto (1890-1972)                    | Gilberto (1890-1972)                    | Gilberto (1890-1972)                    | Gilberto (1890-1972)                    | Gilberto (1890-1972)                    |                       |                       | Guido (1896-1931)                               | Guido (1896-1931)                               | Guido (1896-1931)                               | Guido (1896-1931)                               | Guido (1896-1931)                               | Guido (1896-1931)                               |                                   |                                   |                                   |                                   |                            |                            |                            |                            |                          |                          |                                          |                                          |                                          |                                          |                                          |                                          |                            |                            |                                    |                                    |                                    |                                    |                                    |                                    |                 |                 |                         |                         |                         |                         |                         |                         |                       |                       |                             |                             |                             |                             |                             |                             |                |                |                         |                         |                         |                         |                              |                              |                              |                              |                              |                              |  |  |  |  |  |  |  |  |  |  |  |  |  |  |  |  |
|                             |                             |                             |                             |                             |                             |                       |                       |                                                 |                                                 |                                                 |                                                 |                                                 |                                                 |                         |                         |                                         |                                         |                                         |                                         |                                         |                                         |                       |                       |                                                 |                                                 |                                                 |                                                 |                                                 |                                                 |                                   |                                   |                                   |                                   |                            |                            |                            |                            |                          |                          |                                          |                                          |                                          |                                          |                                          |                                          |                            |                            |                                    |                                    |                                    |                                    |                                    |                                    |                 |                 |                         |                         |                         |                         |                         |                         |                       |                       |                             |                             |                             |                             |                             |                             |                |                |                         |                         |                         |                         |                              |                              |                              |                              |                              |                              |  |  |  |  |  |  |  |  |  |  |  |  |  |  |  |  |
| Franz Beidler (1872-1930)   | Franz Beidler (1872-1930)   | Franz Beidler (1872-1930)   | Franz Beidler (1872-1930)   | Franz Beidler (1872-1930)   | Franz Beidler (1872-1930)   |                       |                       | Isolde (1865-1919)                              | Isolde (1865-1919)                              | Isolde (1865-1919)                              | Isolde (1865-1919)                              | Isolde (1865-1919)                              | Isolde (1865-1919)                              |                         |                         | Houston Stewart Chamberlain (1855-1927) | Houston Stewart Chamberlain (1855-1927) | Houston Stewart Chamberlain (1855-1927) | Houston Stewart Chamberlain (1855-1927) | Houston Stewart Chamberlain (1855-1927) | Houston Stewart Chamberlain (1855-1927) |                       |                       | Eva (1867-1942)                                 | Eva (1867-1942)                                 | Eva (1867-1942)                                 | Eva (1867-1942)                                 | Eva (1867-1942)                                 | Eva (1867-1942)                                 |                                   |                                   | Siegfried (1869-1930)             | Siegfried (1869-1930)             | Siegfried (1869-1930)      | Siegfried (1869-1930)      | Siegfried (1869-1930)      | Siegfried (1869-1930)      |                          |                          | Winifred Williams-Klindworth (1897-1980) | Winifred Williams-Klindworth (1897-1980) | Winifred Williams-Klindworth (1897-1980) | Winifred Williams-Klindworth (1897-1980) | Winifred Williams-Klindworth (1897-1980) | Winifred Williams-Klindworth (1897-1980) |                            |                            |                                    |                                    |                                    |                                    |                                    |                                    |                 |                 |                         |                         |                         |                         |                         |                         |                       |                       |                             |                             |                             |                             |                             |                             |                |                |                         |                         |                         |                         |                              |                              |                              |                              |                              |                              |  |  |  |  |  |  |  |  |  |  |  |  |  |  |  |  |
| Franz Beidler (1872-1930)   | Franz Beidler (1872-1930)   | Franz Beidler (1872-1930)   | Franz Beidler (1872-1930)   | Franz Beidler (1872-1930)   | Franz Beidler (1872-1930)   |                       |                       | Isolde (1865-1919)                              | Isolde (1865-1919)                              | Isolde (1865-1919)                              | Isolde (1865-1919)                              | Isolde (1865-1919)                              | Isolde (1865-1919)                              |                         |                         | Houston Stewart Chamberlain (1855-1927) | Houston Stewart Chamberlain (1855-1927) | Houston Stewart Chamberlain (1855-1927) | Houston Stewart Chamberlain (1855-1927) | Houston Stewart Chamberlain (1855-1927) | Houston Stewart Chamberlain (1855-1927) |                       |                       | Eva (1867-1942)                                 | Eva (1867-1942)                                 | Eva (1867-1942)                                 | Eva (1867-1942)                                 | Eva (1867-1942)                                 | Eva (1867-1942)                                 |                                   |                                   | Siegfried (1869-1930)             | Siegfried (1869-1930)             | Siegfried (1869-1930)      | Siegfried (1869-1930)      | Siegfried (1869-1930)      | Siegfried (1869-1930)      |                          |                          | Winifred Williams-Klindworth (1897-1980) | Winifred Williams-Klindworth (1897-1980) | Winifred Williams-Klindworth (1897-1980) | Winifred Williams-Klindworth (1897-1980) | Winifred Williams-Klindworth (1897-1980) | Winifred Williams-Klindworth (1897-1980) |                            |                            |                                    |                                    |                                    |                                    |                                    |                                    |                 |                 |                         |                         |                         |                         |                         |                         |                       |                       |                             |                             |                             |                             |                             |                             |                |                |                         |                         |                         |                         |                              |                              |                              |                              |                              |                              |  |  |  |  |  |  |  |  |  |  |  |  |  |  |  |  |
|                             |                             |                             |                             |                             |                             |                       |                       |                                                 |                                                 |                                                 |                                                 |                                                 |                                                 |                         |                         |                                         |                                         |                                         |                                         |                                         |                                         |                       |                       |                                                 |                                                 |                                                 |                                                 |                                                 |                                                 |                                   |                                   |                                   |                                   |                            |                            |                            |                            |                          |                          |                                          |                                          |                                          |                                          |                                          |                                          |                            |                            |                                    |                                    |                                    |                                    |                                    |                                    |                 |                 |                         |                         |                         |                         |                         |                         |                       |                       |                             |                             |                             |                             |                             |                             |                |                |                         |                         |                         |                         |                              |                              |                              |                              |                              |                              |  |  |  |  |  |  |  |  |  |  |  |  |  |  |  |  |
|                             |                             |                             |                             |                             |                             |                       |                       |                                                 |                                                 |                                                 |                                                 |                                                 |                                                 |                         |                         |                                         |                                         |                                         |                                         |                                         |                                         |                       |                       |                                                 |                                                 |                                                 |                                                 |                                                 |                                                 |                                   |                                   |                                   |                                   |                            |                            |                            |                            |                          |                          |                                          |                                          |                                          |                                          |                                          |                                          |                            |                            |                                    |                                    |                                    |                                    |                                    |                                    |                 |                 |                         |                         |                         |                         |                         |                         |                       |                       |                             |                             |                             |                             |                             |                             |                |                |                         |                         |                         |                         |                              |                              |                              |                              |                              |                              |  |  |  |  |  |  |  |  |  |  |  |  |  |  |  |  |
| Franz Wilhelm (1901-1981)   | Franz Wilhelm (1901-1981)   | Franz Wilhelm (1901-1981)   | Franz Wilhelm (1901-1981)   | Franz Wilhelm (1901-1981)   | Franz Wilhelm (1901-1981)   |                       |                       | Wieland (1917-1966)                             | Wieland (1917-1966)                             | Wieland (1917-1966)                             | Wieland (1917-1966)                             | Wieland (1917-1966)                             | Wieland (1917-1966)                             |                         |                         | Gertrud Reissinger (1916-1998)          | Gertrud Reissinger (1916-1998)          | Gertrud Reissinger (1916-1998)          | Gertrud Reissinger (1916-1998)          | Gertrud Reissinger (1916-1998)          | Gertrud Reissinger (1916-1998)          |                       |                       | Friedelind (1918-1991)                          | Friedelind (1918-1991)                          | Friedelind (1918-1991)                          | Friedelind (1918-1991)                          | Friedelind (1918-1991)                          | Friedelind (1918-1991)                          |                                   |                                   | Ellen Drexel (1919-2002)          | Ellen Drexel (1919-2002)          | Ellen Drexel (1919-2002)   | Ellen Drexel (1919-2002)   | Ellen Drexel (1919-2002)   | Ellen Drexel (1919-2002)   |                          |                          | Wolfgang (1919-2010)                     | Wolfgang (1919-2010)                     | Wolfgang (1919-2010)                     | Wolfgang (1919-2010)                     | Wolfgang (1919-2010)                     | Wolfgang (1919-2010)                     |                            |                            | Gudrun Mack, n. Armann (1944-2007) | Gudrun Mack, n. Armann (1944-2007) | Gudrun Mack, n. Armann (1944-2007) | Gudrun Mack, n. Armann (1944-2007) | Gudrun Mack, n. Armann (1944-2007) | Gudrun Mack, n. Armann (1944-2007) |                 |                 | Verena (1920-2019)      | Verena (1920-2019)      | Verena (1920-2019)      | Verena (1920-2019)      | Verena (1920-2019)      | Verena (1920-2019)      |                       |                       | Bodo Lafferentz (1897-1975) | Bodo Lafferentz (1897-1975) | Bodo Lafferentz (1897-1975) | Bodo Lafferentz (1897-1975) | Bodo Lafferentz (1897-1975) | Bodo Lafferentz (1897-1975) |                |                |                         |                         |                         |                         |                              |                              |                              |                              |                              |                              |  |  |  |  |  |  |  |  |  |  |  |  |  |  |  |  |
| Franz Wilhelm (1901-1981)   | Franz Wilhelm (1901-1981)   | Franz Wilhelm (1901-1981)   | Franz Wilhelm (1901-1981)   | Franz Wilhelm (1901-1981)   | Franz Wilhelm (1901-1981)   |                       |                       | Wieland (1917-1966)                             | Wieland (1917-1966)                             | Wieland (1917-1966)                             | Wieland (1917-1966)                             | Wieland (1917-1966)                             | Wieland (1917-1966)                             |                         |                         | Gertrud Reissinger (1916-1998)          | Gertrud Reissinger (1916-1998)          | Gertrud Reissinger (1916-1998)          | Gertrud Reissinger (1916-1998)          | Gertrud Reissinger (1916-1998)          | Gertrud Reissinger (1916-1998)          |                       |                       | Friedelind (1918-1991)                          | Friedelind (1918-1991)                          | Friedelind (1918-1991)                          | Friedelind (1918-1991)                          | Friedelind (1918-1991)                          | Friedelind (1918-1991)                          |                                   |                                   | Ellen Drexel (1919-2002)          | Ellen Drexel (1919-2002)          | Ellen Drexel (1919-2002)   | Ellen Drexel (1919-2002)   | Ellen Drexel (1919-2002)   | Ellen Drexel (1919-2002)   |                          |                          | Wolfgang (1919-2010)                     | Wolfgang (1919-2010)                     | Wolfgang (1919-2010)                     | Wolfgang (1919-2010)                     | Wolfgang (1919-2010)                     | Wolfgang (1919-2010)                     |                            |                            | Gudrun Mack, n. Armann (1944-2007) | Gudrun Mack, n. Armann (1944-2007) | Gudrun Mack, n. Armann (1944-2007) | Gudrun Mack, n. Armann (1944-2007) | Gudrun Mack, n. Armann (1944-2007) | Gudrun Mack, n. Armann (1944-2007) |                 |                 | Verena (1920-2019)      | Verena (1920-2019)      | Verena (1920-2019)      | Verena (1920-2019)      | Verena (1920-2019)      | Verena (1920-2019)      |                       |                       | Bodo Lafferentz (1897-1975) | Bodo Lafferentz (1897-1975) | Bodo Lafferentz (1897-1975) | Bodo Lafferentz (1897-1975) | Bodo Lafferentz (1897-1975) | Bodo Lafferentz (1897-1975) |                |                |                         |                         |                         |                         |                              |                              |                              |                              |                              |                              |  |  |  |  |  |  |  |  |  |  |  |  |  |  |  |  |
|                             |                             |                             |                             |                             |                             |                       |                       |                                                 |                                                 |                                                 |                                                 |                                                 |                                                 |                         |                         |                                         |                                         |                                         |                                         |                                         |                                         |                       |                       |                                                 |                                                 |                                                 |                                                 |                                                 |                                                 |                                   |                                   |                                   |                                   |                            |                            |                            |                            |                          |                          |                                          |                                          |                                          |                                          |                                          |                                          |                            |                            |                                    |                                    |                                    |                                    |                                    |                                    |                 |                 |                         |                         |                         |                         |                         |                         |                       |                       |                             |                             |                             |                             |                             |                             |                |                |                         |                         |                         |                         |                              |                              |                              |                              |                              |                              |  |  |  |  |  |  |  |  |  |  |  |  |  |  |  |  |
|                             |                             |                             |                             |                             |                             |                       |                       |                                                 |                                                 |                                                 |                                                 |                                                 |                                                 |                         |                         |                                         |                                         |                                         |                                         |                                         |                                         |                       |                       |                                                 |                                                 |                                                 |                                                 |                                                 |                                                 |                                   |                                   |                                   |                                   |                            |                            |                            |                            |                          |                          |                                          |                                          |                                          |                                          |                                          |                                          |                            |                            |                                    |                                    |                                    |                                    |                                    |                                    |                 |                 |                         |                         |                         |                         |                         |                         |                       |                       |                             |                             |                             |                             |                             |                             |                |                |                         |                         |                         |                         |                              |                              |                              |                              |                              |                              |  |  |  |  |  |  |  |  |  |  |  |  |  |  |  |  |
|                             |                             |                             |                             | Yves Pasquier (1950-)       | Yves Pasquier (1950-)       | Yves Pasquier (1950-) | Yves Pasquier (1950-) | Yves Pasquier (1950-)                           | Yves Pasquier (1950-)                           |                                                 |                                                 | Eva (1945-)                                     | Eva (1945-)                                     | Eva (1945-)             | Eva (1945-)             | Eva (1945-)                             | Eva (1945-)                             |                                         |                                         | Beatrix Kraus (1950-)                   | Beatrix Kraus (1950-)                   | Beatrix Kraus (1950-) | Beatrix Kraus (1950-) | Beatrix Kraus (1950-)                           | Beatrix Kraus (1950-)                           |                                                 |                                                 | Gottfried (1947-)                               | Gottfried (1947-)                               | Gottfried (1947-)                 | Gottfried (1947-)                 | Gottfried (1947-)                 | Gottfried (1947-)                 |                            |                            | Teresina Rosetti (1955-)   | Teresina Rosetti (1955-)   | Teresina Rosetti (1955-) | Teresina Rosetti (1955-) | Teresina Rosetti (1955-)                 | Teresina Rosetti (1955-)                 |                                          |                                          | Katharina Friderike (1978)               | Katharina Friderike (1978)               | Katharina Friderike (1978) | Katharina Friderike (1978) | Katharina Friderike (1978)         | Katharina Friderike (1978)         |                                    |                                    |                                    |                                    |                 |                 |                         |                         |                         |                         |                         |                         |                       |                       |                             |                             |                             |                             |                             |                             |                |                |                         |                         |                         |                         |                              |                              |                              |                              |                              |                              |  |  |  |  |  |  |  |  |  |  |  |  |  |  |  |  |
|                             |                             |                             |                             | Yves Pasquier (1950-)       | Yves Pasquier (1950-)       | Yves Pasquier (1950-) | Yves Pasquier (1950-) | Yves Pasquier (1950-)                           | Yves Pasquier (1950-)                           |                                                 |                                                 | Eva (1945-)                                     | Eva (1945-)                                     | Eva (1945-)             | Eva (1945-)             | Eva (1945-)                             | Eva (1945-)                             |                                         |                                         | Beatrix Kraus (1950-)                   | Beatrix Kraus (1950-)                   | Beatrix Kraus (1950-) | Beatrix Kraus (1950-) | Beatrix Kraus (1950-)                           | Beatrix Kraus (1950-)                           |                                                 |                                                 | Gottfried (1947-)                               | Gottfried (1947-)                               | Gottfried (1947-)                 | Gottfried (1947-)                 | Gottfried (1947-)                 | Gottfried (1947-)                 |                            |                            | Teresina Rosetti (1955-)   | Teresina Rosetti (1955-)   | Teresina Rosetti (1955-) | Teresina Rosetti (1955-) | Teresina Rosetti (1955-)                 | Teresina Rosetti (1955-)                 |                                          |                                          | Katharina Friderike (1978)               | Katharina Friderike (1978)               | Katharina Friderike (1978) | Katharina Friderike (1978) | Katharina Friderike (1978)         | Katharina Friderike (1978)         |                                    |                                    |                                    |                                    |                 |                 |                         |                         |                         |                         |                         |                         |                       |                       |                             |                             |                             |                             |                             |                             |                |                |                         |                         |                         |                         |                              |                              |                              |                              |                              |                              |  |  |  |  |  |  |  |  |  |  |  |  |  |  |  |  |
|                             |                             |                             |                             |                             |                             |                       |                       |                                                 |                                                 |                                                 |                                                 |                                                 |                                                 |                         |                         |                                         |                                         |                                         |                                         |                                         |                                         |                       |                       |                                                 |                                                 |                                                 |                                                 |                                                 |                                                 |                                   |                                   |                                   |                                   |                            |                            |                            |                            |                          |                          |                                          |                                          |                                          |                                          |                                          |                                          |                            |                            |                                    |                                    |                                    |                                    |                                    |                                    |                 |                 |                         |                         |                         |                         |                         |                         |                       |                       |                             |                             |                             |                             |                             |                             |                |                |                         |                         |                         |                         |                              |                              |                              |                              |                              |                              |  |  |  |  |  |  |  |  |  |  |  |  |  |  |  |  |
|                             |                             |                             |                             |                             |                             |                       |                       | Antoine Amadeus (1982-)                         | Antoine Amadeus (1982-)                         | Antoine Amadeus (1982-)                         | Antoine Amadeus (1982-)                         | Antoine Amadeus (1982-)                         | Antoine Amadeus (1982-)                         |                         |                         |                                         |                                         |                                         |                                         |                                         |                                         |                       |                       |                                                 |                                                 |                                                 |                                                 |                                                 |                                                 |                                   |                                   | Eugenio (1985)                    | Eugenio (1985)                    | Eugenio (1985)             | Eugenio (1985)             | Eugenio (1985)             | Eugenio (1985)             |                          |                          |                                          |                                          |                                          |                                          |                                          |                                          |                            |                            |                                    |                                    |                                    |                                    |                                    |                                    |                 |                 |                         |                         |                         |                         |                         |                         |                       |                       |                             |                             |                             |                             |                             |                             |                |                |                         |                         |                         |                         |                              |                              |                              |                              |                              |                              |  |  |  |  |  |  |  |  |  |  |  |  |  |  |  |  |
|                             |                             |                             |                             |                             |                             |                       |                       | Antoine Amadeus (1982-)                         | Antoine Amadeus (1982-)                         | Antoine Amadeus (1982-)                         | Antoine Amadeus (1982-)                         | Antoine Amadeus (1982-)                         | Antoine Amadeus (1982-)                         |                         |                         |                                         |                                         |                                         |                                         |                                         |                                         |                       |                       |                                                 |                                                 |                                                 |                                                 |                                                 |                                                 |                                   |                                   | Eugenio (1985)                    | Eugenio (1985)                    | Eugenio (1985)             | Eugenio (1985)             | Eugenio (1985)             | Eugenio (1985)             |                          |                          |                                          |                                          |                                          |                                          |                                          |                                          |                            |                            |                                    |                                    |                                    |                                    |                                    |                                    |                 |                 |                         |                         |                         |                         |                         |                         |                       |                       |                             |                             |                             |                             |                             |                             |                |                |                         |                         |                         |                         |                              |                              |                              |                              |                              |                              |  |  |  |  |  |  |  |  |  |  |  |  |  |  |  |  |
|                             |                             |                             |                             |                             |                             |                       |                       |                                                 |                                                 |                                                 |                                                 |                                                 |                                                 |                         |                         |                                         |                                         |                                         |                                         |                                         |                                         |                       |                       |                                                 |                                                 |                                                 |                                                 |                                                 |                                                 |                                   |                                   |                                   |                                   |                            |                            |                            |                            |                          |                          |                                          |                                          |                                          |                                          |                                          |                                          |                            |                            |                                    |                                    |                                    |                                    |                                    |                                    |                 |                 |                         |                         |                         |                         |                         |                         |                       |                       |                             |                             |                             |                             |                             |                             |                |                |                         |                         |                         |                         |                              |                              |                              |                              |                              |                              |  |  |  |  |  |  |  |  |  |  |  |  |  |  |  |  |
|                             |                             |                             |                             | Amélie (1944-)              | Amélie (1944-)              | Amélie (1944-)        | Amélie (1944-)        | Amélie (1944-)                                  | Amélie (1944-)                                  |                                                 |                                                 | Manfred Hohmann (1943-)                         | Manfred Hohmann (1943-)                         | Manfred Hohmann (1943-) | Manfred Hohmann (1943-) | Manfred Hohmann (1943-)                 | Manfred Hohmann (1943-)                 |                                         |                                         | Manfred (1945-)                         | Manfred (1945-)                         | Manfred (1945-)       | Manfred (1945-)       | Manfred (1945-)                                 | Manfred (1945-)                                 |                                                 |                                                 | Gulhild Mix (1945-)                             | Gulhild Mix (1945-)                             | Gulhild Mix (1945-)               | Gulhild Mix (1945-)               | Gulhild Mix (1945-)               | Gulhild Mix (1945-)               |                            |                            | Winifred (1947-)           | Winifred (1947-)           | Winifred (1947-)         | Winifred (1947-)         | Winifred (1947-)                         | Winifred (1947-)                         |                                          |                                          | Paul Arminjon (1941-)                    | Paul Arminjon (1941-)                    | Paul Arminjon (1941-)      | Paul Arminjon (1941-)      | Paul Arminjon (1941-)              | Paul Arminjon (1941-)              |                                    |                                    | Wieland (1949-)                    | Wieland (1949-)                    | Wieland (1949-) | Wieland (1949-) | Wieland (1949-)         | Wieland (1949-)         |                         |                         | Isabella Weiß (1948-)   | Isabella Weiß (1948-)   | Isabella Weiß (1948-) | Isabella Weiß (1948-) | Isabella Weiß (1948-)       | Isabella Weiß (1948-)       |                             |                             | Verena (1952-)              | Verena (1952-)              | Verena (1952-) | Verena (1952-) | Verena (1952-)          | Verena (1952-)          |                         |                         | Thilo Schnekenburger (1951-) | Thilo Schnekenburger (1951-) | Thilo Schnekenburger (1951-) | Thilo Schnekenburger (1951-) | Thilo Schnekenburger (1951-) | Thilo Schnekenburger (1951-) |  |  |  |  |  |  |  |  |  |  |  |  |  |  |  |  |
|                             |                             |                             |                             | Amélie (1944-)              | Amélie (1944-)              | Amélie (1944-)        | Amélie (1944-)        | Amélie (1944-)                                  | Amélie (1944-)                                  |                                                 |                                                 | Manfred Hohmann (1943-)                         | Manfred Hohmann (1943-)                         | Manfred Hohmann (1943-) | Manfred Hohmann (1943-) | Manfred Hohmann (1943-)                 | Manfred Hohmann (1943-)                 |                                         |                                         | Manfred (1945-)                         | Manfred (1945-)                         | Manfred (1945-)       | Manfred (1945-)       | Manfred (1945-)                                 | Manfred (1945-)                                 |                                                 |                                                 | Gulhild Mix (1945-)                             | Gulhild Mix (1945-)                             | Gulhild Mix (1945-)               | Gulhild Mix (1945-)               | Gulhild Mix (1945-)               | Gulhild Mix (1945-)               |                            |                            | Winifred (1947-)           | Winifred (1947-)           | Winifred (1947-)         | Winifred (1947-)         | Winifred (1947-)                         | Winifred (1947-)                         |                                          |                                          | Paul Arminjon (1941-)                    | Paul Arminjon (1941-)                    | Paul Arminjon (1941-)      | Paul Arminjon (1941-)      | Paul Arminjon (1941-)              | Paul Arminjon (1941-)              |                                    |                                    | Wieland (1949-)                    | Wieland (1949-)                    | Wieland (1949-) | Wieland (1949-) | Wieland (1949-)         | Wieland (1949-)         |                         |                         | Isabella Weiß (1948-)   | Isabella Weiß (1948-)   | Isabella Weiß (1948-) | Isabella Weiß (1948-) | Isabella Weiß (1948-)       | Isabella Weiß (1948-)       |                             |                             | Verena (1952-)              | Verena (1952-)              | Verena (1952-) | Verena (1952-) | Verena (1952-)          | Verena (1952-)          |                         |                         | Thilo Schnekenburger (1951-) | Thilo Schnekenburger (1951-) | Thilo Schnekenburger (1951-) | Thilo Schnekenburger (1951-) | Thilo Schnekenburger (1951-) | Thilo Schnekenburger (1951-) |  |  |  |  |  |  |  |  |  |  |  |  |  |  |  |  |
|                             |                             |                             |                             |                             |                             |                       |                       |                                                 |                                                 |                                                 |                                                 |                                                 |                                                 |                         |                         |                                         |                                         |                                         |                                         |                                         |                                         |                       |                       |                                                 |                                                 |                                                 |                                                 |                                                 |                                                 |                                   |                                   |                                   |                                   |                            |                            |                            |                            |                          |                          |                                          |                                          |                                          |                                          |                                          |                                          |                            |                            |                                    |                                    |                                    |                                    |                                    |                                    |                 |                 |                         |                         |                         |                         |                         |                         |                       |                       |                             |                             |                             |                             |                             |                             |                |                |                         |                         |                         |                         |                              |                              |                              |                              |                              |                              |  |  |  |  |  |  |  |  |  |  |  |  |  |  |  |  |
|                             |                             |                             |                             |                             |                             |                       |                       |                                                 |                                                 |                                                 |                                                 |                                                 |                                                 |                         |                         |                                         |                                         |                                         |                                         |                                         |                                         |                       |                       |                                                 |                                                 |                                                 |                                                 |                                                 |                                                 |                                   |                                   |                                   |                                   |                            |                            |                            |                            |                          |                          |                                          |                                          |                                          |                                          |                                          |                                          |                            |                            |                                    |                                    |                                    |                                    |                                    |                                    |                 |                 |                         |                         |                         |                         |                         |                         |                       |                       |                             |                             |                             |                             |                             |                             |                |                |                         |                         |                         |                         |                              |                              |                              |                              |                              |                              |  |  |  |  |  |  |  |  |  |  |  |  |  |  |  |  |
|                             |                             |                             |                             |                             |                             |                       |                       | Christopher (1984-1998)                         | Christopher (1984-1998)                         | Christopher (1984-1998)                         | Christopher (1984-1998)                         | Christopher (1984-1998)                         | Christopher (1984-1998)                         |                         |                         |                                         |                                         |                                         |                                         |                                         |                                         |                       |                       | Leif (1979-)                                    | Leif (1979-)                                    | Leif (1979-)                                    | Leif (1979-)                                    | Leif (1979-)                                    | Leif (1979-)                                    |                                   |                                   |                                   |                                   |                            |                            | Wendy (1973-)              | Wendy (1973-)              | Wendy (1973-)            | Wendy (1973-)            | Wendy (1973-)                            | Wendy (1973-)                            |                                          |                                          | Matthias (1981-)                         | Matthias (1981-)                         | Matthias (1981-)           | Matthias (1981-)           | Matthias (1981-)                   | Matthias (1981-)                   |                                    |                                    |                                    |                                    |                 |                 | Verena Maja (1970-)     | Verena Maja (1970-)     | Verena Maja (1970-)     | Verena Maja (1970-)     | Verena Maja (1970-)     | Verena Maja (1970-)     |                       |                       |                             |                             |                             |                             |                             |                             |                |                |                         |                         |                         |                         |                              |                              |                              |                              |                              |                              |  |  |  |  |  |  |  |  |  |  |  |  |  |  |  |  |
|                             |                             |                             |                             |                             |                             |                       |                       | Christopher (1984-1998)                         | Christopher (1984-1998)                         | Christopher (1984-1998)                         | Christopher (1984-1998)                         | Christopher (1984-1998)                         | Christopher (1984-1998)                         |                         |                         |                                         |                                         |                                         |                                         |                                         |                                         |                       |                       | Leif (1979-)                                    | Leif (1979-)                                    | Leif (1979-)                                    | Leif (1979-)                                    | Leif (1979-)                                    | Leif (1979-)                                    |                                   |                                   |                                   |                                   |                            |                            | Wendy (1973-)              | Wendy (1973-)              | Wendy (1973-)            | Wendy (1973-)            | Wendy (1973-)                            | Wendy (1973-)                            |                                          |                                          | Matthias (1981-)                         | Matthias (1981-)                         | Matthias (1981-)           | Matthias (1981-)           | Matthias (1981-)                   | Matthias (1981-)                   |                                    |                                    |                                    |                                    |                 |                 | Verena Maja (1970-)     | Verena Maja (1970-)     | Verena Maja (1970-)     | Verena Maja (1970-)     | Verena Maja (1970-)     | Verena Maja (1970-)     |                       |                       |                             |                             |                             |                             |                             |                             |                |                |                         |                         |                         |                         |                              |                              |                              |                              |                              |                              |  |  |  |  |  |  |  |  |  |  |  |  |  |  |  |  |
|                             |                             |                             |                             |                             |                             |                       |                       |                                                 |                                                 |                                                 |                                                 |                                                 |                                                 |                         |                         |                                         |                                         |                                         |                                         |                                         |                                         |                       |                       |                                                 |                                                 |                                                 |                                                 |                                                 |                                                 |                                   |                                   |                                   |                                   |                            |                            |                            |                            |                          |                          |                                          |                                          |                                          |                                          |                                          |                                          |                            |                            |                                    |                                    |                                    |                                    |                                    |                                    |                 |                 |                         |                         |                         |                         |                         |                         |                       |                       |                             |                             |                             |                             |                             |                             |                |                |                         |                         |                         |                         |                              |                              |                              |                              |                              |                              |  |  |  |  |  |  |  |  |  |  |  |  |  |  |  |  |
| Iris (1942-2014)            | Iris (1942-2014)            | Iris (1942-2014)            | Iris (1942-2014)            | Iris (1942-2014)            | Iris (1942-2014)            |                       |                       | Malo Osthoff (1942-)                            | Malo Osthoff (1942-)                            | Malo Osthoff (1942-)                            | Malo Osthoff (1942-)                            | Malo Osthoff (1942-)                            | Malo Osthoff (1942-)                            |                         |                         | Wolf Siegfried (1943-)                  | Wolf Siegfried (1943-)                  | Wolf Siegfried (1943-)                  | Wolf Siegfried (1943-)                  | Wolf Siegfried (1943-)                  | Wolf Siegfried (1943-)                  |                       |                       | Eleonore von Hafften Comtessa Lehndorff (1938-) | Eleonore von Hafften Comtessa Lehndorff (1938-) | Eleonore von Hafften Comtessa Lehndorff (1938-) | Eleonore von Hafften Comtessa Lehndorff (1938-) | Eleonore von Hafften Comtessa Lehndorff (1938-) | Eleonore von Hafften Comtessa Lehndorff (1938-) |                                   |                                   | Jean Launay (1929-)               | Jean Launay (1929-)               | Jean Launay (1929-)        | Jean Launay (1929-)        | Jean Launay (1929-)        | Jean Launay (1929-)        |                          |                          | Nike (1945-)                             | Nike (1945-)                             | Nike (1945-)                             | Nike (1945-)                             | Nike (1945-)                             | Nike (1945-)                             |                            |                            | Jürg Stenzi (1942-)                | Jürg Stenzi (1942-)                | Jürg Stenzi (1942-)                | Jürg Stenzi (1942-)                | Jürg Stenzi (1942-)                | Jürg Stenzi (1942-)                |                 |                 | Udo Proksch (1934-2001) | Udo Proksch (1934-2001) | Udo Proksch (1934-2001) | Udo Proksch (1934-2001) | Udo Proksch (1934-2001) | Udo Proksch (1934-2001) |                       |                       | Daphne (1946-)              | Daphne (1946-)              | Daphne (1946-)              | Daphne (1946-)              | Daphne (1946-)              | Daphne (1946-)              |                |                | Tilman Spengler (1947-) | Tilman Spengler (1947-) | Tilman Spengler (1947-) | Tilman Spengler (1947-) | Tilman Spengler (1947-)      | Tilman Spengler (1947-)      |                              |                              |                              |                              |  |  |  |  |  |  |  |  |  |  |  |  |  |  |  |  |
| Iris (1942-2014)            | Iris (1942-2014)            | Iris (1942-2014)            | Iris (1942-2014)            | Iris (1942-2014)            | Iris (1942-2014)            |                       |                       | Malo Osthoff (1942-)                            | Malo Osthoff (1942-)                            | Malo Osthoff (1942-)                            | Malo Osthoff (1942-)                            | Malo Osthoff (1942-)                            | Malo Osthoff (1942-)                            |                         |                         | Wolf Siegfried (1943-)                  | Wolf Siegfried (1943-)                  | Wolf Siegfried (1943-)                  | Wolf Siegfried (1943-)                  | Wolf Siegfried (1943-)                  | Wolf Siegfried (1943-)                  |                       |                       | Eleonore von Hafften Comtessa Lehndorff (1938-) | Eleonore von Hafften Comtessa Lehndorff (1938-) | Eleonore von Hafften Comtessa Lehndorff (1938-) | Eleonore von Hafften Comtessa Lehndorff (1938-) | Eleonore von Hafften Comtessa Lehndorff (1938-) | Eleonore von Hafften Comtessa Lehndorff (1938-) |                                   |                                   | Jean Launay (1929-)               | Jean Launay (1929-)               | Jean Launay (1929-)        | Jean Launay (1929-)        | Jean Launay (1929-)        | Jean Launay (1929-)        |                          |                          | Nike (1945-)                             | Nike (1945-)                             | Nike (1945-)                             | Nike (1945-)                             | Nike (1945-)                             | Nike (1945-)                             |                            |                            | Jürg Stenzi (1942-)                | Jürg Stenzi (1942-)                | Jürg Stenzi (1942-)                | Jürg Stenzi (1942-)                | Jürg Stenzi (1942-)                | Jürg Stenzi (1942-)                |                 |                 | Udo Proksch (1934-2001) | Udo Proksch (1934-2001) | Udo Proksch (1934-2001) | Udo Proksch (1934-2001) | Udo Proksch (1934-2001) | Udo Proksch (1934-2001) |                       |                       | Daphne (1946-)              | Daphne (1946-)              | Daphne (1946-)              | Daphne (1946-)              | Daphne (1946-)              | Daphne (1946-)              |                |                | Tilman Spengler (1947-) | Tilman Spengler (1947-) | Tilman Spengler (1947-) | Tilman Spengler (1947-) | Tilman Spengler (1947-)      | Tilman Spengler (1947-)      |                              |                              |                              |                              |  |  |  |  |  |  |  |  |  |  |  |  |  |  |  |  |
|                             |                             |                             |                             |                             |                             |                       |                       |                                                 |                                                 |                                                 |                                                 |                                                 |                                                 |                         |                         |                                         |                                         |                                         |                                         |                                         |                                         |                       |                       |                                                 |                                                 |                                                 |                                                 |                                                 |                                                 |                                   |                                   |                                   |                                   |                            |                            |                            |                            |                          |                          |                                          |                                          |                                          |                                          |                                          |                                          |                            |                            |                                    |                                    |                                    |                                    |                                    |                                    |                 |                 |                         |                         |                         |                         |                         |                         |                       |                       |                             |                             |                             |                             |                             |                             |                |                |                         |                         |                         |                         |                              |                              |                              |                              |                              |                              |  |  |  |  |  |  |  |  |  |  |  |  |  |  |  |  |
|                             |                             |                             |                             |                             |                             |                       |                       |                                                 |                                                 |                                                 |                                                 | Joy Olivia (1970-)                              | Joy Olivia (1970-)                              | Joy Olivia (1970-)      | Joy Olivia (1970-)      | Joy Olivia (1970-)                      | Joy Olivia (1970-)                      |                                         |                                         |                                         |                                         |                       |                       |                                                 |                                                 |                                                 |                                                 |                                                 |                                                 |                                   |                                   |                                   |                                   |                            |                            | Louise (1981-)             | Louise (1981-)             | Louise (1981-)           | Louise (1981-)           | Louise (1981-)                           | Louise (1981-)                           |                                          |                                          |                                          |                                          |                            |                            |                                    |                                    |                                    |                                    |                                    |                                    |                 |                 |                         |                         |                         |                         |                         |                         |                       |                       |                             |                             |                             |                             |                             |                             |                |                |                         |                         |                         |                         |                              |                              |                              |                              |                              |                              |  |  |  |  |  |  |  |  |  |  |  |  |  |  |  |  |

## Obres en prosa de Wagner
- Wagner, Richard, ed. Dieter Borchmeyer (1983), Richard Wagner Dichtungen und Schriften, 10 vols. Frankfurt am Main.
- Wagner, Richard (ed. and trans. Stewart Spencer and Barry Millington), Selected Letters of Richard Wagner, Dent, 1987. ISBN 0-460-04643-8; W. W. Norton and Company, 1987. ISBN 978-0-393-02500-2
- Wagner, Richard (Andrew Gray trans.) 1992, My Life, Da Capo Press. ISBN 978-0-306-80481-6 (Wagner's often unreliable autobiography, covering his life to 1864, written between 1865 and 1880 and first published privately in German in a small edition between 1870 and 1880. The first (edited) public edition appeared in 1911. Gray's translation is the most comprehensive available.)
- Wagner, Richard (unknown trans.) 2004, My Life—Volume 2, Project Gutenberg EBook #5144, consultat el 23 juliol 2010.
- Wagner, Richard (William Ashton Ellis trans.) (1894) http://users.belgacom.net/wagnerlibrary/prose/wagjuda.htm Arxivat 2004-10-11 a Wayback Machine.", Jewry in Music, consultat el 23 juliol 2010.
- Dallas, Ian 1990, The New Wagnerian, Freiburg Books. ISBN 978-84-404-7475-9
- Daverio, John 2008 Tristan und Isolde: essence and appearance, in Grey (2008) 115 – 133
- John Deathridge, "An Introduction to The Flying Dutchman" 2002 in John, Nicholas (Series Editor) (1982) English National Opera/The Royal Opera House Opera Guide 12: Der Fliegende Holländer/The Flying Dutchman, London, John Calder, ISBN 0-7145-3920-1 pp. 13–26.
- Deathridge, John 2008 Wagner Beyond Good and Evil, Berkeley ISBN 978-0-520-25453-4
- Donnington, Robert 1979 Wagner's 'Ring' and its Symbols Faber Paperbacks London ISBN 0571 04818 8
- Everett, Derrick (2008) "Wagner, Gobineau and Parsifal: Gobineau as the inspiration for Parsifal Arxivat 2012-03-19 a Wayback Machine.", http://www.monsalvat.no, version of 26 juny 2008, consultat el 27 juliol 2010.
- Fackler, Guido (tr. Peter Logan) (2007) "Music in Concentration Camps 1933–1945 Arxivat 2010-06-21 a Wayback Machine.", Music and Politics, Volume I, Number 1, (Winter 2007).
- Grant, John 1999 "Excalibur: US movie" in John Clute & John Grant (Eds.) The Encyclopedia of Fantasy, Orbit p. 324. ISBN 1-85723-893-1
- Gregor-Dellin, Martin 1983, Richard Wagner—His Life, His Work, His Century, Harcourt. ISBN 978-0-15-177151-6
- Grey, Thomas S. (editor) 2008 The Cambridge Companion to Wagner, Cambridge University Press. ISBN 978-0-521-64439-6
- Gutman, Robert W. 1990, Wagner—The Man, His Mind and His Music, Harvest Books. ISBN 978-0-15-677615-8
- Higgins, Charlotte (2007) How the Nazis took flight from Valkyries and Rhinemaidens, The Guardian, 3 juliol 2007, consultat el 28 desembre 2008.
- Horton, Paul C. 1999 Review of Psychoanalytic Explorations in Music: Second Series ed. Stuart Feder Arxivat 2011-10-19 a Wayback Machine., American Journal of Psychiatry vol. 156 pp. 1109–1110, juliol 1999, consulted juliol 8, 2010
- John Eckhardt (2004) La musique dans la système concentrationnaire nazi, in Le troisième Reich et al. Musique, ed. Pascal Huynh, Paris ISBN 2-213-62135-7
- Jacob Katz, The Darker Side of Genius: Richard Wagner's Anti-Semitism, Hanover and London, 1986 ISBN 0-87451-368-5
- Kennedy, Michael (1980) The Concise Oxford Dictionary of Music, Oxford ISBN 978-0-19-311320-6
- Kershaw, Ian (1999), Hitler 1889 – 1936: Hubris, Penguin. ISBN 0-14-028898-8
- Laibach (undated) "Laibach presents VolksWagner Arxivat 2009-11-28 a Wayback Machine.", www.laibach.nsk.si. (Accessed 23 juliol 2010)
- Lee, M. Owen 1998, Wagner: The Terrible Man and His Truthful Art, University of Toronto Press. ISBN 978-0-8020-4721-2
- Magee, Bryan, The Tristan Chord: Wagner and Philosophy, 2001, Metropolitan Books. ISBN 978-0-8050-7189-4
- Magee, Bryan 1988, Aspects of Wagner, Oxford University Press. ISBN 978-0-19-284012-7
- Magic Circle Music (undated), "Artist biography: Manowar Arxivat 2012-03-20 a Wayback Machine.", maciccirclemusic.com, consultat el 23 juliol 2010.
- May, Thomas 2004, Decoding Wagner, Amadeus Press. ISBN 978-1-57467-097-4
- Martin, T. P. 1992, Joyce and Wagner: A Study in Influence, Cambridge, 1992. ISBN 978-0-521-39487-1
- McClatchie, Stephen 2008 Performing Germany in Wagner's 'Die Meistersinger von Nürnberg' ,in Grwy (2008) pp. 134–150
- Millington, Barry (Ed.) (1992). The Wagner Compendium: A Guide to Wagner's Life and Music. Thames and Hudson Ltd., London. ISBN 0-02-871359-1
- Millington, Barry (2008) Der Ring des Nibelungen: conception and interpretation in Grey (2008), 74 – 84
- Millington, Barry (undated a). "Wesendonck, Mathilde" in Grove Music Online. Oxford Music Online. (Subscription only, consultat el juliol 20, 2010).
- Millington, Barry (undated b). "Walküre, Die." In The New Grove Dictionary of Opera, edited by Stanley Sadie. Grove Music Online. Oxford Music Online, http://www.oxfordmusiconline.com/subscriber/article/grove/music/O003661 (Subscription only, consultat el juliol 23, 2010).
- Millington, Barry (undated c). "Meistersinger von Nürnberg, Die." In The New Grove Dictionary of Opera, edited by Stanley Sadie. Grove Music Online. Oxford Music Online, http://www.oxfordmusiconline.com/subscriber/article/grove/music/O003512 (Subscription only, consultat el juliol 23, 2010).
- Millington, Barry (undated d). "Parsifal." In The New Grove Dictionary of Opera, edited by Stanley Sadie. Grove Music Online. Oxford Music Online, http://www.oxfordmusiconline.com/subscriber/article/grove/music/O002803 (Subscription only, consultat el juliol 23, 2010).
- Newman, Ernest 1933, The Life of Richard Wagner, 4 vols. ISBN 978-0-685-14824-2 (the classic biography, superseded by newer research but still full of many valuable insights)
- Nicholson, Christopher 2007, "Richard and Adolf: Did Richard Wagner incite Adolf Hitler to commit the Holocaust?", Gefen Publishing House. ISBN 978-965-229-360-2
- Nietzsche, Friedrich (traduït per Walter Kaufmann) (1967) The Case of Wagner a Nietzsche (trans. Kaufmann) The Birth of Tragedy and The Case of Wagner, Random House.
- Overvold, Liselotte Z., Wagner's American Centennial March: Genesis and Reception, Monatshefte (Univ.of Wisconsin),Vol.68 no.2 (Summer 1976), pp. 179–187
- Painter, George D. 1983 Marcel Proust. Penguin, Harmondsworth ISBN 0-14-006512-1
- Potter, Pamela R. 2008 Wagner and the Third Reich: myths and realities, in The Cambridge Companion to Wagner, ed. Thomas S. Grey, Cambridge University Press. ISBN 978-0-521-64439-6
- Puffett, Derrick 1984 "Siegfried in the Context of Wagner's Operatic Writing", in Siegfried: Opera Guide 28 series ed. Nicholas John, John Calder (Publishers) Ltd. ISBN 0-7145-4040-4
- Rose, John Luke 1981 "A Landmark in Musical History" in Nicholas John (series ed.) Tristan and Isolde: English National Opera Guide 6, John Calder Publisher's Ltd. ISBN 0-7145-3849-3
- Rose, Paul Lawrence Wagner:Race and Revolution, London 1996 ISBN 0-571-17888-X
- Ross, Alex 1998 The Unforgiven: Wagner and Hitler" Arxivat 2010-01-05 a Wayback Machine. in The New Yorker, 10 agost 1998. Copy on author's website used. Link consultat el 10 juliol 2010.
- Runciman, J.F. 1913, Wagner, edició del Projecte Gutenberg, aquí.
- Salmi, Hannu 2005, Wagner and Wagnerism in Nineteenth-Century Sweden, Finland, and the Baltic Provinces: Reception, Enthusiasm, Cult, Eastman Studies in Music. University of Rochester Press. ISBN 978-1-58046-207-5
- Salmi, Hannu 2000, Imagined Germany. Richard Wagner's National Utopia, Peter Lang Publishing. ISBN 978-0-8204-4416-1
- Scruton, Roger 2003, Death-Devoted Heart: Sex and the Sacred in Wagner's 'Tristan and Isolde', Oxford University Press. ISBN 978-0-19-516691-0
- Shaw, George Bernard 1898, The Perfect Wagnerite. Online version at http://www.gutenberg.org/files/1487/1487-h/1487-h.htm#2H_4_0011 consultat el 20 juliol 2010.
- Sietz, Reinhold and Wiegandt, Matthias (undated). "Hiller, Ferdinand." In Grove Music Online. Oxford Music Online, http://www.oxfordmusiconline.com/subscriber/article/grove/music/13041 (Subscription only, consultat el juliol 23, 2010).
- Skelton, Geoffrey "Bayreuth" in Grove Music Online, Oxford Music Online. Version dated 28 febrer 2002, consultat el 20 desembre 2009.
- Spencer, Stewart 2000, Wagner Remembered, Faber and Faber. ISBN 978-0-571-19653-1
- Spiro, Jonathan Peter (2008) Defending the master race: conservation, eugenics, and the legacy of Madison Grant, UPNE. ISBN 1-58465-715-4.
- Spotts, Frederic 1994, Bayreuth: A History of the Wagner Festival, New Haven and London ISBN 978-0-300-06665-4
- Tanner, M. 1995, Wagner, Princeton University Press. ISBN 978-0-691-10290-0
- Treadwell, James 2008, The Urge to Communicatein Grey (2008), pp. 179–191
- von Westernhagen, Kurt (1980) (Wilhelm) Richard Wagner in vol. 20 of Grove Dictionary of Music and Musicians, ed. S. Sadie, London 1980
- Wagner, Cosima (Geoffrey Skelton trans.), Diaries, 2 vols. ISBN 978-0-15-122635-1
- Walker, Alan 1996 Franz Liszt: The Final Years, New York. ISBN 978-0-394-52542-6
- Walsh, Michael 1992 http://www.time.com/time/magazine/article/0,9171,974661,00.html Arxivat 2012-01-21 a Wayback Machine., Time, January 13, 1992, consulted online 17.7.2010
- Wapnewski, Peter Wagner's Musical Influence, in The Wagner Handbook (1992)
- Weiner, Marc A., Richard Wagner and the Anti-Semitic Imagination, Lincoln and London, 1997. ISBN 978-0-8032-9792-0
- Westrup, Jack, Conducting, in vol. 4 of Grove Dictionary of Music and Musicians, ed. S. Sadie, London 1980
- Yahil, Leni (1991). The Holocaust: The Fate of the European Jewry, 1932 – 1945. New York, NY: Oxford University Press. ISBN 0-19-504523-8
- Žižek, Slavoj "Foreward: Why is Wagner Worth Saving" in Adorno (2009) viii – xxvii.